# Inquisición española

Sello de la Inquisición española. A ambos lados de la cruz, la espada simboliza el trato a los herejes y la rama de olivo, la reconciliación con los arrepentidos. Rodea el escudo la leyenda «EXURGE DOMINE ET JUDICA CAUSAM TUAM PSALM 73.», frase latina que, traducida al castellano, significa: ‘Levántate, oh Dios, defiende tu causa, salmo 73’.

El Tribunal del Santo Oficio de la Inquisición, comúnmente conocido como Inquisición española, fue una institución fundada en 1478 por los Reyes Católicos que, bajo el control directo de la Corona, estaba encargada de mantener la ortodoxia católica en sus reinos. La Inquisición española tiene precedentes en instituciones similares existentes en Europa desde el siglo XII, especialmente la fundada en Francia en el año 1184. Su abolición fue aprobada por Napoleón mediante decreto de 4 de diciembre de 1808, en el contexto de la guerra de la Independencia; pero no se abolió definitivamente en toda la Monarquía hasta el 15 de julio de 1834, durante la regencia de María Cristina de Borbón, encuadrada en el inicio del reinado de Isabel II.
La Inquisición, como tribunal eclesiástico, solo tenía competencia sobre cristianos bautizados. Durante la mayor parte de su historia, sin embargo, al no existir libertad de culto ni en España ni en sus territorios dependientes, su jurisdicción se extendió a la práctica totalidad de los súbditos del rey de España. Así las cosas, desde la creación de los tribunales americanos, en teoría nunca tuvo jurisdicción sobre los indígenas, pues el rey de España ordenaba «que los inquisidores nunca procediesen contra los indios, sino contra los cristianos viejos y sus descendientes y las otras personas contra quien en estos reinos de España se suele proceder», aunque en la práctica, esa supuesta tolerancia no era más que una fachada y sí se abrieron múltiples causas contra los indios, especialmente durante las primeras décadas. El objetivo era establecer una única fe en todos los territorios.

## Orígenes

### Precedentes
La institución inquisitorial no es una creación española. La primera inquisición, la episcopal, fue creada por medio de la bula papal Ad abolendam, promulgada a finales del siglo XII por el papa Lucio III como un instrumento para combatir la herejía albigense en el sur de Francia. Cincuenta años después, en 1231-1233, el papa Gregorio IX creó mediante la bula Excommunicamus la inquisición pontificia que se estableció en varios reinos cristianos europeos durante la Edad Media, a partir de varios decretos imperiales emitidos por Federico II. En cuanto a los reinos cristianos de la península ibérica, la inquisición pontificia solo se instauró en la Corona de Aragón, donde los dominicos catalanes Raimundo de Peñafort y Nicholas Eymerich fueron destacados miembros de la misma. Con el tiempo, su importancia se fue diluyendo, y a mediados del siglo XV era una institución casi olvidada, aunque legalmente vigente.
En la Corona de Castilla la represión de la herejía corrió a cargo de los príncipes seculares basándose en una legislación también secular aunque reproducía en gran medida los estatutos de la inquisición pontificia. En Las Partidas se admitió «la persecución de los herejes, pero conducirlos, ante todo, a la abjuración; sólo en caso de que persistieran en sus creencias podían ser entregados al verdugo. Los condenados perdían sus bienes y eran desposeídos de toda dignidad y cargo público». En el reinado de Fernando III de Castilla fue cuando se impusieron las penas más duras a los herejes. El propio rey ordenó marcarlos con hierros al rojo vivo, y una crónica habla de que «enforcó muchos home e coció en calderas».

### Contexto

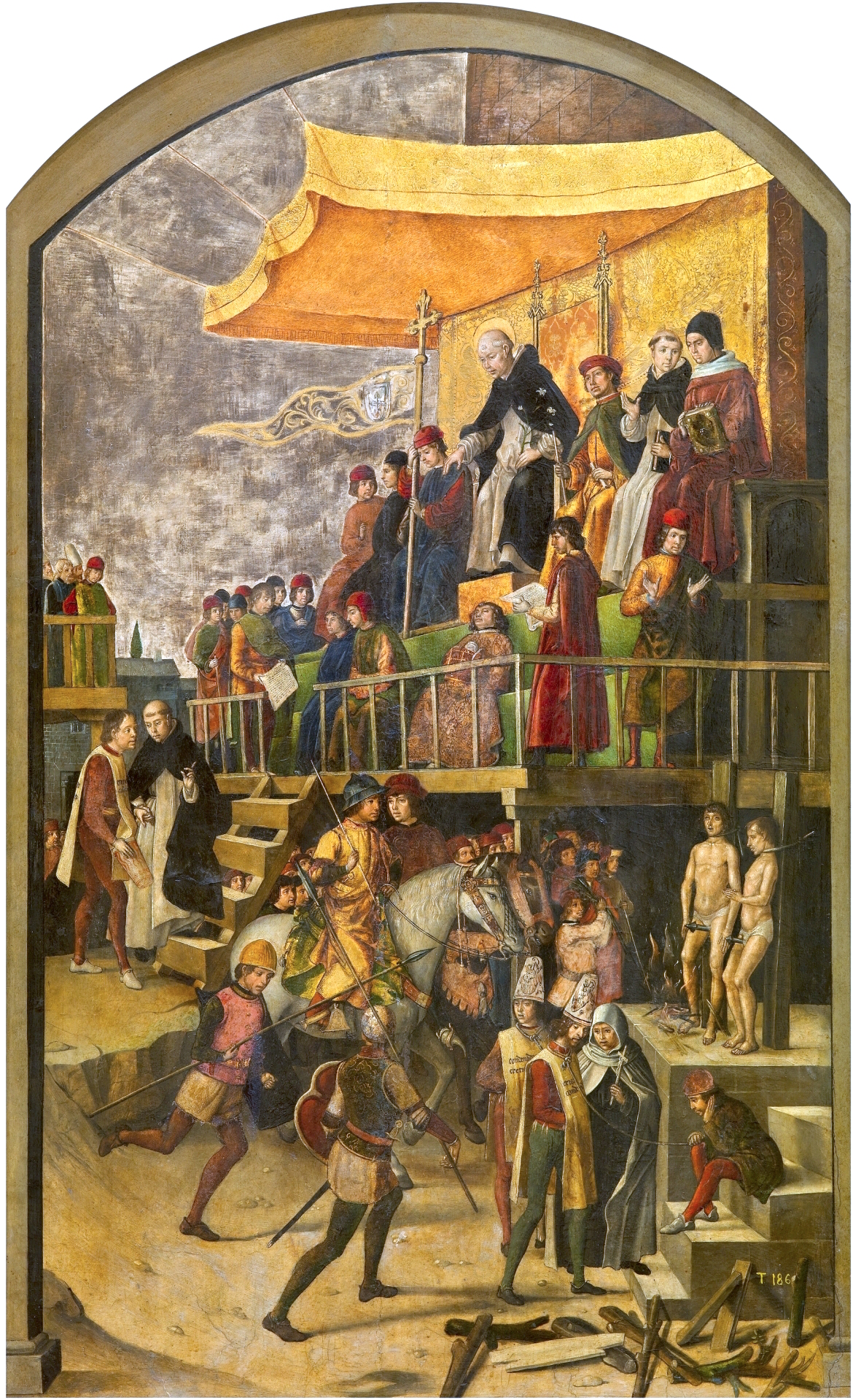
Pedro Berruguete: Santo Domingo presidiendo un auto de fe (1475). Las representaciones artísticas normalmente muestran tortura y la quema en la hoguera durante el auto de fe.

Gran parte de la península ibérica había sido dominada por los árabes, y las regiones del sur, particularmente los territorios del antiguo Reino nazarí de Granada, tenían una gran población musulmana. Hasta 1492, Granada permaneció bajo dominio árabe. Las grandes ciudades, en especial Sevilla y Valladolid, en Castilla, y Barcelona en la Corona de Aragón, tuvieron grandes poblaciones de judíos, que habitaban en las llamadas «juderías».
Durante la Edad Media, se había producido una coexistencia relativamente pacífica —aunque no exenta de incidentes— entre cristianos, judíos y musulmanes, en los reinos peninsulares. Había una larga tradición de servicio a la Corona de Aragón por parte de judíos. El padre de Fernando, Juan II de Aragón, nombró a Abiathar Crescas, judío, astrónomo de la corte. Los judíos ocupaban muchos puestos importantes, tanto religiosos como políticos. Castilla incluso tenía un rabino no oficial, un judío practicante.
No obstante, a finales del siglo XIV hubo en algunos lugares de España una ola de violencia antijudía, alentada por la predicación de Ferrán Martínez, arcediano de Écija. Fueron especialmente cruentos los pogromos de junio de 1391: en Sevilla fueron asesinados cientos de judíos, y se destruyó por completo la aljama, y en otras ciudades, como Córdoba, Valencia o Barcelona, las víctimas fueron igualmente muy elevadas.
Una de las consecuencias de estos disturbios fue la conversión masiva de judíos. Antes de esta fecha, los conversos eran escasos y apenas tenían relevancia social. Desde el siglo XV puede hablarse de los judeoconversos, también llamados «cristianos nuevos», como un nuevo grupo social, visto con recelo tanto por judíos como por cristianos. Convirtiéndose, los judíos no solamente escapaban a eventuales persecuciones, sino que lograban acceder a numerosos oficios y puestos que les estaban siendo prohibidos por normas de nuevo cuño, que aplicaban severas restricciones a los judíos. Fueron muchos los conversos que alcanzaron una importante posición en los reinos hispanos del siglo XV. Conversos eran, entre muchos otros, los médicos Andrés Laguna y Francisco López de Villalobos (médicos de la corte de Fernando el Católico); los escritores Juan del Enzina, Juan de Mena, Diego de Valera y Alfonso de Palencia y los banqueros Luis de Santángel y Gabriel Sánchez, que financiaron el viaje de Cristóbal Colón. Los conversos —no sin oposición— llegaron a escalar también puestos relevantes en la jerarquía eclesiástica, convirtiéndose a veces en severos detractores del judaísmo. Incluso algunos fueron ennoblecidos, y en el siglo XVI varios opúsculos pretendían demostrar que casi todos los nobles de España tenían ascendencia judía. La revuelta de Pedro Sarmiento (Toledo, 1449) tuvo como principal elemento movilizador el recelo de los cristianos viejos hacia los cristianos nuevos, sustanciado en los estatutos de limpieza de sangre que se extendieron por multitud de instituciones, prohibiéndoles su acceso.

### Causas
No hay unanimidad acerca de los motivos por los que los Reyes Católicos decidieron introducir en España la maquinaria inquisitorial. Los investigadores han planteado varias posibles razones:
- El establecimiento de la unidad religiosa. Puesto que el objetivo de los Reyes Católicos era la creación de una maquinaria estatal eficiente, una de sus prioridades era lograr la unidad religiosa. Además, la Inquisición permitía a la monarquía intervenir activamente en asuntos religiosos, sin la intermediación del Papa.
- Debilitar la oposición política local a los Reyes Católicos. Ciertamente, muchos de los que en la Corona de Aragón se resistieron a la implantación de la Inquisición lo hicieron invocando los fueros propios.
- Acabar con la poderosa minoría judeoconversa. En el reino de Aragón fueron procesados miembros de familias influyentes, como Santa Fe, Santángel, Caballería y Sánchez. Esto se contradice, sin embargo, con el hecho de que el propio Fernando continuase contando en su administración con numerosos conversos.
- Financiación económica. Puesto que una de las medidas que se tomaba con los procesados era la confiscación de sus bienes, no puede descartarse esa posibilidad.

### Creación

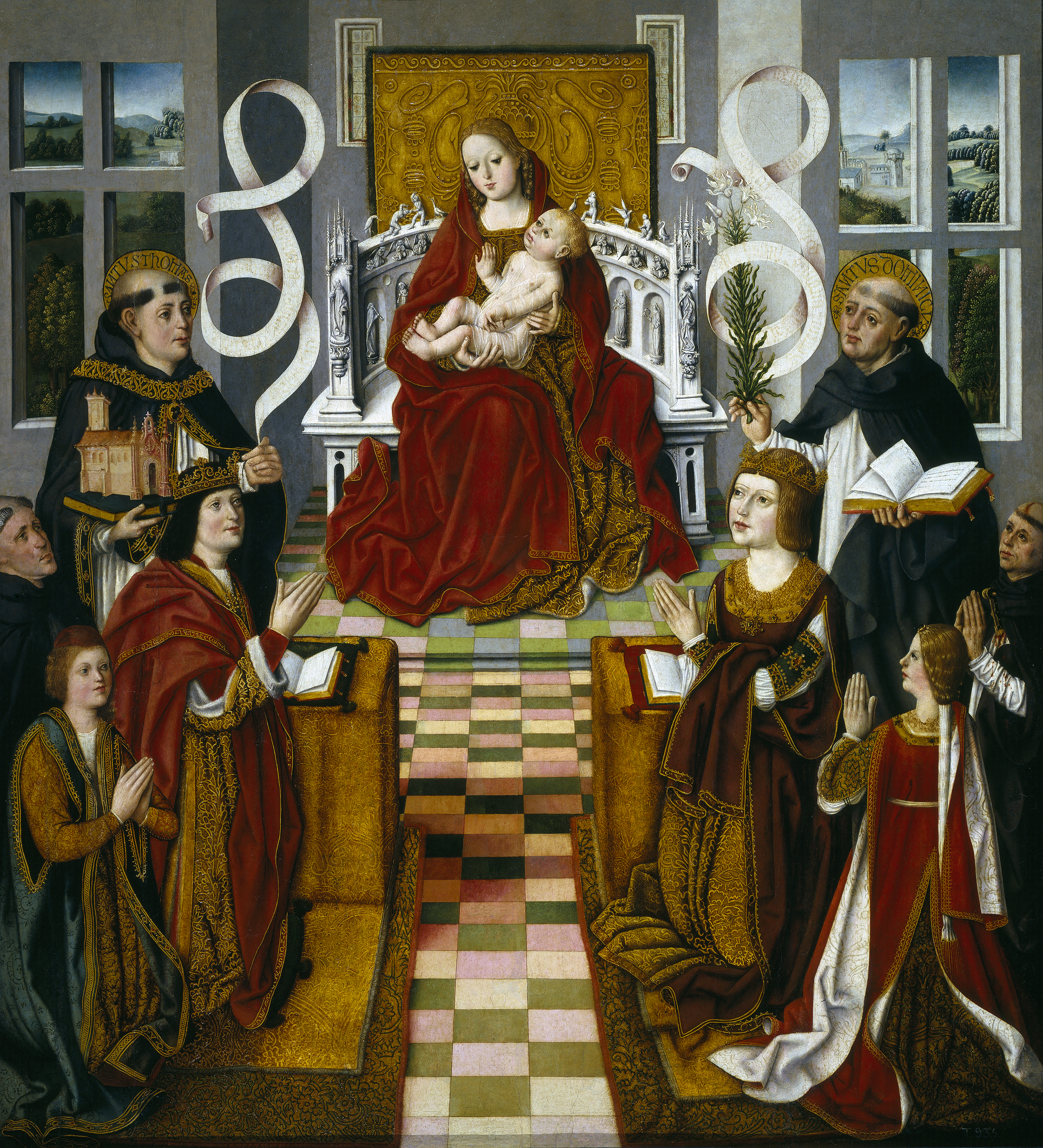
Cuadro Virgen de los Reyes Católicos en el que aparece arrodillado detrás del rey Fernando el Católico, el inquisidor general Tomás de Torquemada, y arrodillado detrás de la reina el inquisidor de Aragón Pedro de Arbués.

El dominico sevillano Alonso de Ojeda convenció a la reina Isabel I, durante su estancia en Sevilla entre 1477 y 1478, de la existencia de prácticas judaizantes entre los conversos andaluces. Un informe, remitido a solicitud de los soberanos por Pedro González de Mendoza, arzobispo de Sevilla, y por el dominico Tomás de Torquemada, corroboró este aserto. Para descubrir y acabar con los falsos conversos, los Reyes Católicos decidieron que se introdujera la Inquisición en Castilla, y pidieron al papa su consentimiento. El 1 de noviembre de 1478 el papa Sixto IV promulgó la bula Exigit sinceras devotionis affectus, por la que quedaba constituida la Inquisición para la Corona de Castilla, y según la cual el nombramiento de los inquisidores era competencia exclusiva de los monarcas. Sin embargo, los primeros inquisidores, Miguel de Morillo y Juan de San Martín, no fueron nombrados hasta dos años después, el 27 de septiembre de 1480, en Medina del Campo.

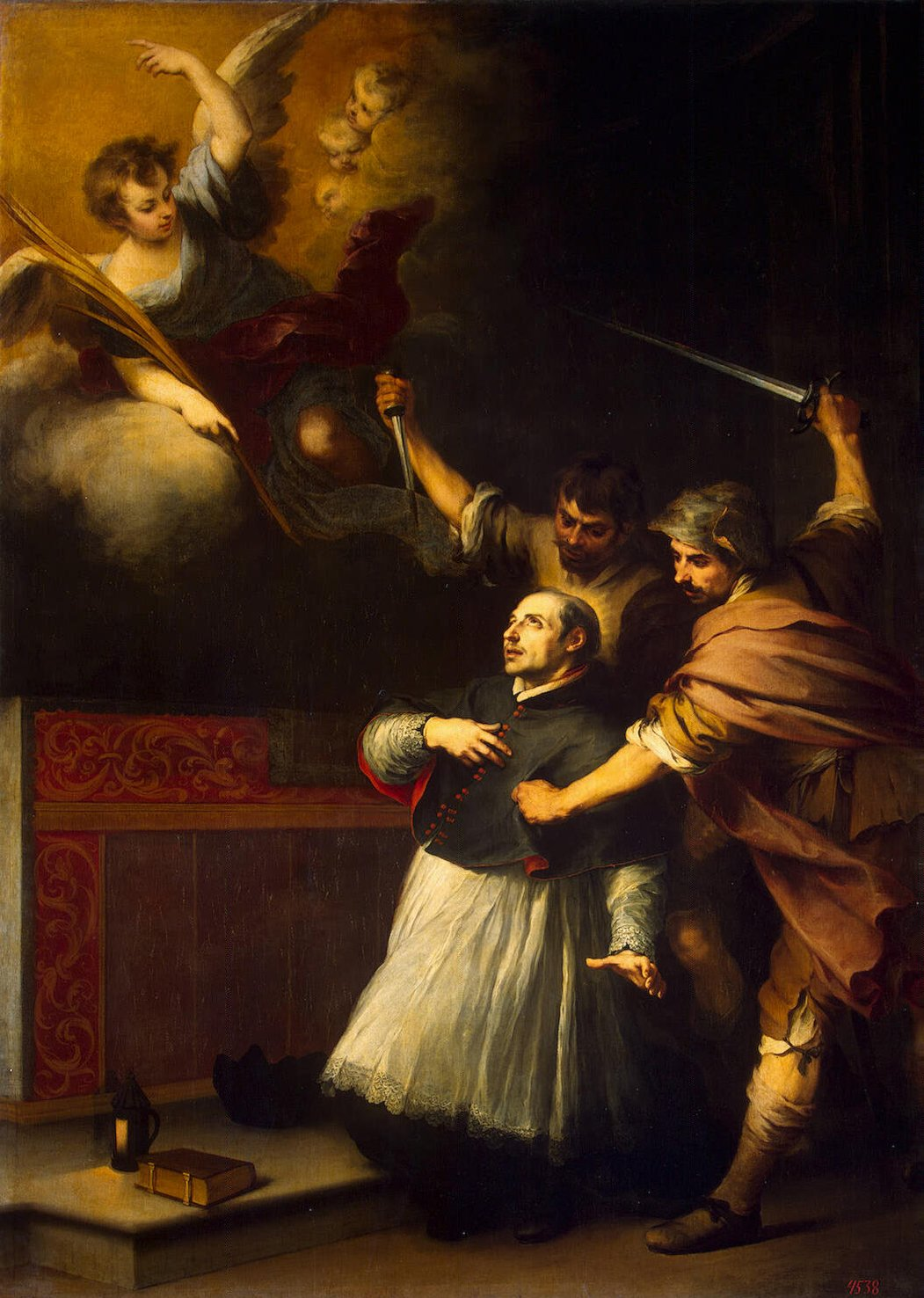
El martirio de San Pedro de Arbués (1664), por Murillo (originalmente en la Capilla de la Inquisición de Sevilla, actualmente en el Museo del Hermitage de San Petersburgo). Pintura acerca del asesinato del inquisidor Pedro Arbués, canonizado por ser considerada su muerte como la de un mártir. En el la imagen del inquisidor era todavía para la gran mayoría de la población un ejemplo de fe a seguir.

En un principio, la actividad de la Inquisición se limitó a las diócesis de Sevilla y Córdoba, donde Alonso de Ojeda había detectado el foco de conversos judaizantes. El primer auto de fe se celebró en Sevilla el 6 de febrero de 1481: fueron quemadas vivas seis personas. El sermón lo pronunció el mismo Alonso de Ojeda de cuyos desvelos había nacido la Inquisición. Desde entonces, la presencia de la Inquisición en la Corona de Castilla se incrementó rápidamente; para 1492 existían tribunales en ocho ciudades castellanas: Ávila, Córdoba, Jaén, Medina del Campo, Segovia, Sigüenza, Toledo y Valladolid.

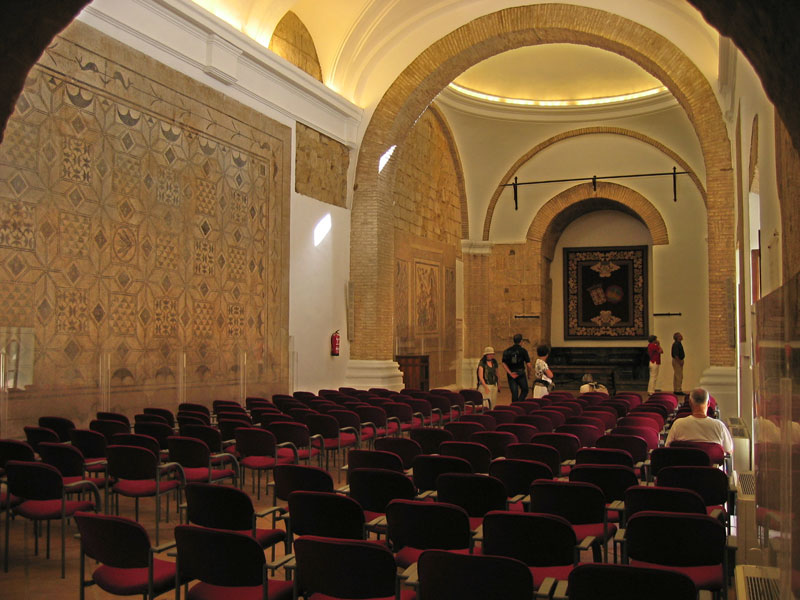
Salón de los Mosaicos del Alcázar de Córdoba, donde antiguamente se ubicaba la sede del tribunal de la Inquisición de la ciudad.

Establecer la nueva Inquisición en los territorios de la Corona de Aragón resultó más problemático. En realidad, Fernando el Católico no recurrió a nuevos nombramientos, sino que resucitó la antigua Inquisición pontificia, pero sometiéndola a su control directo. La población de estos territorios se mostró reacia a las actuaciones de la Inquisición. Además, las diferencias de Fernando con Sixto IV hicieron que este promulgase una nueva bula en la que prohibía categóricamente que la Inquisición se extendiese a Aragón. En esta bula, el papa reprobaba sin ambages la labor del tribunal inquisitorial, afirmando que

muchos verdaderos y fieles cristianos, por culpa del testimonio de enemigos, rivales, esclavos y otras personas bajas y aun menos apropiadas, sin pruebas de ninguna clase, han sido encerradas en prisiones seculares, torturadas y condenadas como herejes relapsos, privadas de sus bienes y propiedades, y entregadas al brazo secular para ser ejecutadas, con peligro de sus almas, dando un ejemplo pernicioso y causando escándalo a muchos.
Citado en Kamen (2011, p. 53)

Sin embargo, las presiones del monarca aragonés hicieron que el papa terminara suspendiendo la bula, e incluso que promulgara otra, el 17 de octubre de 1483, nombrando a Torquemada inquisidor general de Aragón, Valencia y Cataluña. Con ello, la Inquisición se convertía en la única institución con autoridad en todos los reinos de la monarquía hispánica, y en un útil mecanismo para servir en todos ellos a los intereses de la corona. No obstante, las ciudades de Aragón continuaron resistiéndose, e incluso hubo conatos de sublevación, como en Teruel en 1484-1485. Sin embargo, el asesinato en Zaragoza del inquisidor Pedro Arbués, el 15 de septiembre de 1485, hizo que la opinión pública diese un vuelco en contra de los conversos y a favor de la Inquisición. En Aragón, los tribunales inquisitoriales se cebaron especialmente con miembros de la poderosa minoría conversa, acabando con su influencia en la administración aragonesa.

## La actividad de la Inquisición
Henry Kamen divide la actividad de la Inquisición en cinco períodos. El primero, de 1480 a 1530, estuvo marcado por la intensa persecución de los judeoconversos. El segundo, de principios del siglo XVI, de relativa tranquilidad, fue seguido por un tercer periodo, entre 1560 y 1614, en el que vuelve a ser intensa la actividad del Santo Oficio centrada en los protestantes y en los moriscos. El cuarto periodo ocuparía el resto del siglo XVII, en el que la mayoría de las personas juzgadas son cristianos viejos y el quinto, el siglo XVIII, en el que la herejía deja de ser el centro de atención del tribunal porque ya no constituye un problema.
En cuanto al primer periodo, de 1480 a 1530, de intensa actividad en la persecución de los judeoconversos, las fuentes discrepan en cuanto al número de procesos y de ejecuciones que tuvieron lugar en esos años. Henry Kamen arriesga una cifra aproximada, basada en la documentación de los autos de fe, de 2000 personas ejecutadas.

### La expulsión de los judíos y la persecución de los judeoconversos
Aunque los judíos que continuaban practicando su religión no fueron objeto de persecución por parte del Santo Oficio, se recelaba de ellos porque se creía que incitaban a los conversos a judaizar: en el proceso del Santo Niño de La Guardia, en 1491, fueron condenados a la hoguera dos judíos y seis conversos por un supuesto crimen ritual de carácter blasfemo.
El 31 de marzo de 1492, apenas tres meses después de la conquista del reino nazarí de Granada, los Reyes Católicos promulgaron el Decreto de la Alhambra sobre expulsión de los judíos de todos sus reinos. Se daba a los súbditos judíos de plazo hasta el 31 de julio de ese mismo año para elegir entre aceptar el bautismo o abandonar definitivamente el país, aunque les permitía llevarse todas sus propiedades, siempre que no fueran en oro, plata o dinero. La razón dada para justificar esta medida en el preámbulo del edicto era la «recaída» de muchos conversos debido a la proximidad de judíos no conversos que los seducían y mantenían en ellos el conocimiento y la práctica del judaísmo.
Una delegación de judíos, encabezada por Isaac Abravanel, ofreció una alta compensación económica a los Reyes a cambio de la revocación del edicto. Según se cuenta, los Reyes rechazaron la oferta por presiones del inquisidor general, quien irrumpió en la sala y arrojó treinta monedas de plata sobre la mesa, preguntando cuál sería esta vez el precio por el que Jesús iba a ser vendido a los judíos. Al margen de la veracidad de esta anécdota, sí parece que la idea de la expulsión procedió del entorno de la Inquisición.
La cifra de los judíos que salieron de España no se conoce, ni siquiera con aproximación. Los historiadores de la época dan cifras elevadísimas (Juan de Mariana habla de 800 000 personas, e Isaac Abravanel de 300 000). Sin embargo, las estimaciones actuales reducen significativamente esta cifra (Henry Kamen estima que, de una población aproximada de 80 000 judíos y más de 200 000 conversos, aproximadamente —unos 40 000— optaron por la emigración).Los judíos españoles emigraron principalmente a Portugal (de donde volverían a ser expulsados en 1497), al reino de Navarra (fueron expulsados en 1498) y a Marruecos. Más adelante, los sefardíes, descendientes de los judíos de España, establecerían florecientes comunidades en muchas ciudades de Europa, como Ámsterdam, y el norte de África, y, sobre todo, en el Imperio otomano.
Los que se quedaron engrosaron el grupo de conversos que eran el objetivo predilecto de la Inquisición. Dado que todo judío que quedaba en los reinos de España había sido bautizado, si continuaba practicando la religión judía, era susceptible de ser denunciado. Puesto que en el lapso de tres meses se produjeron numerosísimas conversiones —unas 40 000, si se acepta la cifra de Kamen— puede suponerse con lógica que gran parte de ellas no eran sinceras, sino que obedecían únicamente a la necesidad de evitar el decreto de expulsión.
El período de más intensa persecución de los judeoconversos duró hasta 1530; desde 1531 hasta 1560, sin embargo, el porcentaje de casos de judeoconversos en los procesos inquisitoriales bajó muy significativamente, hasta llegar a ser solo el 3 % del total. Hubo un rebrote de las persecuciones cuando se descubrió un grupo de judaizantes, en 1588, en Quintanar de la Orden, y en la última década del siglo XVI volvieron a aumentar las denuncias. A comienzos del siglo XVII comienzan a retornar a España algunos judeoconversos que se habían instalado en Portugal, huyendo de las persecuciones que la Inquisición portuguesa, fundada en 1532, estaba realizando en el país vecino. Esto se traduce en un rápido aumento de los procesos a judaizantes, de los que fueron víctimas varios prestigiosos financieros. En 1691, en varios autos de fe, fueron quemados en Mallorca 36 chuetas o judeoconversos mallorquines.
A lo largo del siglo XVIII se reduce significativamente el número de judeoconversos acusados por la Inquisición. El último proceso a un judaizante fue el de Manuel Santiago Vivar, que tuvo lugar en Córdoba en 1818.

### Represión del protestantismo en España
La llegada en 1516 a España del nuevo rey Carlos I fue vista por los conversos como una posibilidad de terminar con la Inquisición, o al menos de reducir su influencia. Sin embargo, a pesar de las reiteradas peticiones de las Cortes de Castilla y de Aragón, el nuevo monarca mantuvo intacto el sistema inquisitorial.
Durante el siglo XIV, sin embargo, la mayoría de los procesos no tuvieron como objetivo a los falsos conversos. La Inquisición se reveló un mecanismo eficaz para extinguir los escasos brotes protestantes que aparecieron en España. Curiosamente, gran parte de estos protestantes eran de origen judío.
El primer proceso relevante fue el que se siguió contra la secta mística conocida como los «alumbrados» en Guadalajara y Valladolid. Los procesos fueron largos, y se resolvieron con penas de prisión de diferente magnitud, sin que ninguno de los integrantes de estas sectas fuese ejecutado. No obstante, el asunto de los «alumbrados» puso a la Inquisición sobre la pista de numerosos intelectuales y religiosos que, interesados por las ideas erasmistas, se habían desviado de la ortodoxia (lo cual es llamativo porque tanto Carlos I como Felipe II fueron admiradores confesos de Erasmo de Róterdam). Este fue el caso del humanista Juan de Valdés, que debió huir a Italia para escapar al proceso que se había iniciado contra él, o del predicador Juan de Ávila, que pasó cerca de un año en prisión.
Los principales procesos contra grupos luteranos propiamente dichos tuvieron lugar entre 1558 y 1562, a comienzos del reinado de Felipe II, contra dos comunidades protestantes de las ciudades de Valladolid y Sevilla. Estos procesos significaron una notable intensificación de las actividades inquisitoriales. Se celebraron varios autos de fe multitudinarios, algunos de ellos presididos por miembros de la realeza, en los que fueron ejecutadas alrededor de un centenar de personas. Después de 1562, aunque los procesos continuaron, la represión fue mucho menor, y se calcula que solo una decena de españoles fueron quemados vivos por luteranos hasta finales del XVI, aunque se siguió proceso a unos doscientos. Con los autos de fe de mediados de siglo se había acabado prácticamente con el protestantismo español, que fue, por otro lado, un fenómeno bastante minoritario.

### La censura

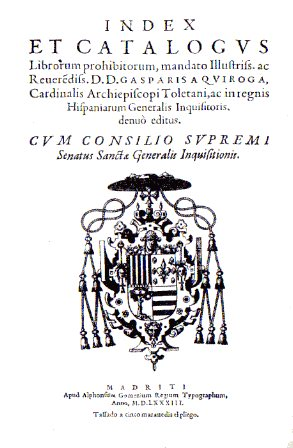
Índice de libros prohibidos de la Inquisición españolaMadrid, 1583

En el marco de la Contrarreforma, la Inquisición trabajó activamente para evitar la difusión de ideas heréticas en España mediante la elaboración de sucesivos Index Librorum Prohibitorum et Derogatorum: se publicaron índices en 1551, 1559, 1583 y luego, en el siglo XVII, en 1612, 1632 y 1640. Estos índices eran listas de libros prohibidos por razones de ortodoxia religiosa que ya eran comunes en Europa una década antes de que la Inquisición publicara el primero de los suyos que era, en realidad, una reimpresión del publicado en la Universidad de Lovaina en 1546, con un apéndice dedicado a los libros españoles. Los índices incluían una enorme cantidad de libros de todo tipo, aunque prestaban especial atención a las obras religiosas.
Se incluyeron en el índice, en uno u otro momento, muchas de las grandes obras de la literatura española. También varios escritores religiosos, hoy considerados santos por la Iglesia católica, vieron sus obras en el índice de libros prohibidos. En principio, la inclusión en el índice implicaba la prohibición total y absoluta del libro, so pena de herejía, pero con el tiempo se adoptó una solución de compromiso, consistente en permitir las ediciones expurgadas de algunos de los libros prohibidos. A pesar de que en teoría las restricciones que el Índice imponía para la difusión de la cultura en España eran enormes, algunos autores, como Henry Kamen, opinan que un control tan estricto fue imposible en la práctica y que existió mucha más libertad en este aspecto de lo que habitualmente se cree. La cuestión es polémica. Uno de los casos más destacados —y más conocidos— en que la Inquisición chocó frontalmente con la actividad literaria es el de fray Luis de León, destacado humanista y escritor religioso, de origen converso, que sufrió prisión durante cuatro años (entre 1572 y 1576) por haber traducido el Cantar de los Cantares directamente del hebreo. Es un hecho, no obstante, que la actividad inquisitorial no impidió el florecimiento del llamado Siglo de Oro de la literatura española, a pesar de que casi todos sus grandes autores tuvieron en alguna ocasión sus más y sus menos con el Santo Oficio.

### La Inquisición y los moriscos
La Inquisición no afectó en exclusiva a judeoconversos y protestantes. Hubo un tercer colectivo que sufrió sus rigores, aunque en menor medida. Se trata de los moriscos, es decir, los conversos provenientes del islam. Los moriscos se concentraban sobre todo en tres zonas: en el recién conquistado Reino nazarí de Granada, en el Reino de Aragón y en el Reino de Valencia. Oficialmente, todos los musulmanes de la Corona de Castilla se habían convertido al cristianismo en 1502; los de la Corona de Aragón, por su parte, fueron obligados a convertirse por un decreto de Carlos I en 1526.
Muchos moriscos mantenían en secreto su religión; pese a ello, en las primeras décadas del siglo XVI, época de intensa persecución de conversos de origen judío, apenas fueron perseguidos por la Inquisición. Había varias razones para ello: en los reinos de Valencia y de Aragón la gran mayoría de los moriscos estaban bajo jurisdicción de la nobleza, y perseguirles hubiera supuesto ir frontalmente contra los intereses económicos de esta poderosa clase social. En Granada, el problema principal era el miedo a la rebelión en una zona particularmente vulnerable en una época en que los turcos señoreaban el Mediterráneo. Por esta razón, con los moriscos se ensayó una política diferente, la evangelización pacífica, que nunca fue seguida con los judeoconversos.
No obstante, en la segunda mitad del siglo, avanzado ya el reinado de Felipe II, las cosas cambiaron. Entre 1568 y 1570 se produjo la rebelión de las Alpujarras, una sublevación que fue reprimida con inusitada dureza. Además de las ejecuciones y deportaciones de moriscos a otras zonas de la Corona de Castilla que tuvieron lugar entonces, la Inquisición intensificó los procesos a moriscos, también en la Corona de Aragón. A partir de 1570, en los tribunales de Zaragoza, Valencia y Granada los casos de moriscos eran con mucho los más abundantes. Sin embargo, no se les aplicó la misma dureza que a los judeoconversos y los protestantes, y el número de penas capitales fue proporcionalmente menor.
La permanente tensión que causaba el numeroso colectivo de los moriscos hizo que se buscase una solución radical y definitiva, y el 4 de abril de 1609, bajo el reinado de Felipe III, se decretó la expulsión de los moriscos, que se realizó en varias etapas, hasta 1614, y durante la cual pudieron salir de España cientos de miles de personas. Muchos de los expulsados eran cristianos sinceros; todos estaban bautizados y eran oficialmente cristianos. El número de moriscos que permaneció en la península ibérica está sujeto a debate académico, sobre todo desde la publicación de estudios como los de Trevor J. Dadson que ha resaltado las altas tasas de retorno de los moriscos expulsados
y la resistencia hacia la orden de expulsión, tanto por los mismos moriscos como por sus vecinos cristianos y autoridades locales. Aun sin ser una comunidad de particular preocupación para la Inquisición, durante el siglo XVII la Inquisición continuó las causas contra ellos, pero tuvieron una importancia muy limitada: según Kamen, entre 1615 y 1700 los casos contra moriscos constituyeron solo el 9 % de los juzgados por la Inquisición. La última causa masiva contra moriscos tuvo lugar en Granada en 1727.

### Supersticiones y brujería
El apartado de supersticiones incluye los procesos relacionados con la brujería. La caza de brujas en España tuvo una intensidad mucho menor que en otros países europeos (especialmente Francia, Inglaterra y Alemania). Un caso destacado fue el proceso de Logroño, en que se juzgó a las brujas de Zugarramurdi (Navarra). En el auto de fe que tuvo lugar en Logroño los días 7 y 8 de noviembre de 1610 fueron quemadas seis personas, y otras cinco en efigie (por haber muerto con anterioridad). En general, sin embargo, la Inquisición mantuvo una actitud escéptica hacia los casos de brujería, considerando, a diferencia de los inquisidores medievales, que se trataba de una mera superstición sin base alguna. Alonso de Salazar y Frías, que después del proceso de Logroño llevó un edicto de gracia a varias localidades navarras, indicó en su informe a la suprema que: «No hubo brujas ni embrujados en el lugar hasta que se comenzó a tratar y escribir de ellos».

### Otros delitos graves
Aunque la Inquisición fue creada para evitar los avances de la herejía, se ocupó también de una amplia variedad de delitos que solo indirectamente pueden relacionarse con la heterodoxia religiosa. Sobre el total de 49 092 procesados en el período de 1560 a 1700 de los que hay registro en los archivos de la Suprema fueron juzgados los siguientes delitos: judaizantes (5007); moriscos (11 311); luteranos (3499); alumbrados (149); supersticiones (3750); proposiciones heréticas (14 319); bigamia (2790); solicitaciones (1241); ofensas al Santo Oficio (3954); varios (2575).
Estos datos demuestran que no solo fueron perseguidos por la Inquisición los cristianos nuevos (judeoconversos y moriscos) y los protestantes, sino que muchos cristianos viejos sufrieron su actividad por diferentes motivos.
Bajo el rubro de «proposiciones heréticas» se incluían todos los delitos verbales, desde la blasfemia hasta afirmaciones relacionadas con las creencias religiosas, la moral sexual o el clero. Muchas personas fueron procesadas por afirmar que la «simple fornicación» (relación sexual entre solteros) no era pecado, o por poner en duda diferentes aspectos de la fe cristiana, tales como la presencia real de Cristo en la Eucaristía o la virginidad de María. También el propio clero era acusado en ocasiones de proposiciones heréticas. Estos delitos no llevaban aparejadas generalmente penas demasiado graves.
La Inquisición era competente además en muchos delitos contra la moral, a veces en abierto conflicto de competencias con los tribunales civiles. En particular, fueron muy numerosos los procesos por bigamia, un delito relativamente frecuente en una sociedad en la que no existía el divorcio. En el caso de los hombres, la pena solía ser de cinco años de galeras. La bigamia era asimismo un delito frecuente entre las mujeres. También se juzgaron numerosos casos de solicitación sexual durante la confesión, lo que indica que el clero era estrechamente vigilado.
Mención aparte merece la represión inquisitorial de dos delitos sexuales que en la época solían asociarse, por considerarse ambos, según el derecho canónico, contra naturam: la homosexualidad y el bestialismo. La homosexualidad, o mejor dicho el coito anal homosexual o heterosexual, denominado como «sodomía», era castigada con la muerte por los tribunales civiles. Era competencia de la Inquisición solo en los territorios de la Corona de Aragón, desde que en 1524 Clemente VII, en un breve papal, concediera a la Inquisición aragonesa jurisdicción sobre la sodomía, estuviese o no relacionada con la herejía. En Castilla no se juzgaban casos de sodomía, a no ser que tuvieran relación con desviaciones heréticas. El tribunal de Zaragoza se distinguió por su severidad juzgando este delito: entre 1571 y 1579 fueron juzgados en Zaragoza más de un centenar de hombres acusados de sodomía, y al menos 36 fueron ejecutados; en total, entre 1570 y 1630 se dieron 534 procesos, y fueron ejecutadas 102 personas.

## Organización
A pesar de ser competente en asuntos religiosos, la Inquisición fue un instrumento al servicio de la monarquía. En general, sin embargo, esto no significaba que fuese absolutamente independiente de la autoridad papal, ya que para su actividad debía contar, en varios aspectos, con la aprobación de Roma. Aunque el inquisidor general, máximo responsable del Santo Oficio, era designado por el rey, su nombramiento debía ser aprobado por el papa. El inquisidor general era el único cargo público cuya competencia alcanzaba a todos los reinos de España (incluyendo los virreinatos americanos), salvo un breve período (1507–1518) en que existieron dos inquisidores generales, uno en la Corona de Castilla, y otro en la de Aragón. Tanto fue así, que en ciertas ocasiones la corona utilizaba a la Inquisición para detener a personas que habían sido condenadas en Castilla y se encontraban en zonas protegidas por fueros.
A lo largo de su existencia, se produjeron distintas fricciones entre Roma y los reyes de España por el control de la Inquisición. Sixto IV había promulgado una bula en 1478 por la que daba a la Corona española plenos poderes para el nombramiento y destitución de los inquisidores, pero al enterarse de los abusos cometidos por estos en Sevilla, revocó la bula en 1482, haciendo que los inquisidores se sometieran a los obispos de sus diócesis. Ante la protesta elevada por Fernando el Católico, el papa llegó a decir que

la inquisición lleva tiempo actuando no por celo de la fe y salvación de las almas, sino por la codicia de la riqueza, y muchos verdaderos y fieles cristianos [...] han sido encerrados [...] torturados y condenados como herejes relapsos, privados de sus bienes y propiedades, [...] dando un ejemplo pernicioso y causando escándalo a muchos.

Como respuesta a ello, el rey acusó al papa de favorecer a los conversos, y se permitió decirle esto:

Tenga cuidado [...] de no permitir que el asunto vaya más lejos, y de revocar toda concesión, encomendándonos el cuidado de esta cuestión.

Ante tanta resolución, Sixto IV se echó atrás y dejó en manos de la corona el control de la Inquisición. En 1483 el papa concedió a los conversos una bula que revocaba todos los casos de apelación, que debían ser presentados ante Roma, pero once días más tarde la suspendió, alegando que había sido engañado.
Otra cuestión conflictiva fue el caso de las cartas a Roma. Como la constitución del tribunal permitía al acusado apelar a Roma, esto hicieron los conversos en numerosas ocasiones, y como las respuestas fueran tan contradictorias a las sentencias, el Rey Católico acabó por amenazar con muerte a quien apelara sin permiso real y otorgó a la Inquisición el derecho a escuchar apelaciones. Así, la Santa Sede renunciaba a otra cuestión más en el gobierno del tribunal. También tuvo que claudicar ante la presión ejercida por este para que se pudiera procesar a Bartolomé de Carranza, aun siendo él obispo (los obispos eran las únicas personas al margen del Santo oficio) y ser acusado injustamente.

### Consejo de la Suprema y General Inquisición
El inquisidor general presidía el Consejo de la Suprema y General Inquisición (generalmente abreviado en «Consejo de la Suprema»), creado en 1488, formado por seis miembros que eran nombrados directamente por el rey (el número de miembros de la Suprema varió a lo largo de la historia de la Inquisición, pero nunca fue mayor de diez). Con el tiempo, la autoridad de la Suprema fue creciendo, y debilitándose el poder del inquisidor general.
La Suprema se reunía todas las mañanas de los días no feriados, y además los martes, jueves y sábados, dos horas por la tarde. En las sesiones matinales se trataban las cuestiones de fe, mientras que por la tarde se reservaban a los casos de sodomía, bigamia, hechicería, etc.
Dependientes de la Suprema eran los diferentes tribunales de la Inquisición, que en sus orígenes eran itinerantes, instalándose allí donde fuera necesario para combatir la herejía, pero que más adelante tuvieron sedes fijas. En una primera etapa se establecieron numerosos tribunales, pero a partir de 1495 se manifiesta una tendencia a la concentración.

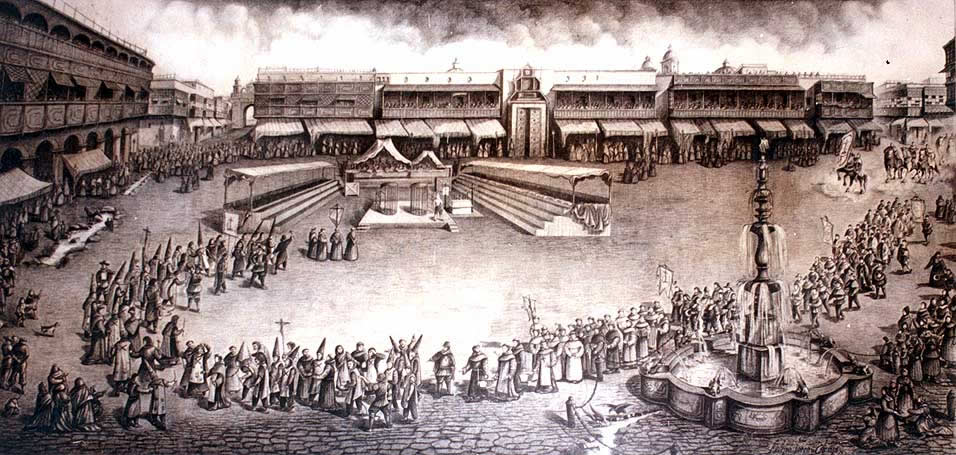
Auto de fe en la Plaza Mayor de Lima, Virreinato del Perú,.

En la Corona de Castilla se establecieron los siguientes tribunales permanentes de la Inquisición:
- En 1482 en Sevilla y en Córdoba.
- En 1485 en Toledo y en Llerena.
- En 1488 en Valladolid y en Murcia.
- En 1489 en Cuenca.
- En 1505 en Las Palmas de Gran Canaria.
- En 1512 en Logroño.
- En 1526 en Granada.
- En 1574 en Santiago de Compostela.

Para la Corona de Aragón funcionaron solo cuatro tribunales: Zaragoza y Valencia (1482), Barcelona (1484) y Mallorca (1488). Fernando el Católico implantó la Inquisición Española también en Sicilia (1513), con sede en Palermo, y en Cerdeña. En América, en 1569 se crearon los tribunales de Lima y de México, y en 1610 el de Cartagena de Indias.
La máxima autoridad era el inquisidor general.

### Composición de los tribunales
Cada uno de los tribunales contaba al inicio con dos inquisidores, un «calificador», un alguacil y un fiscal. Con el tiempo fueron añadiéndose nuevos cargos.

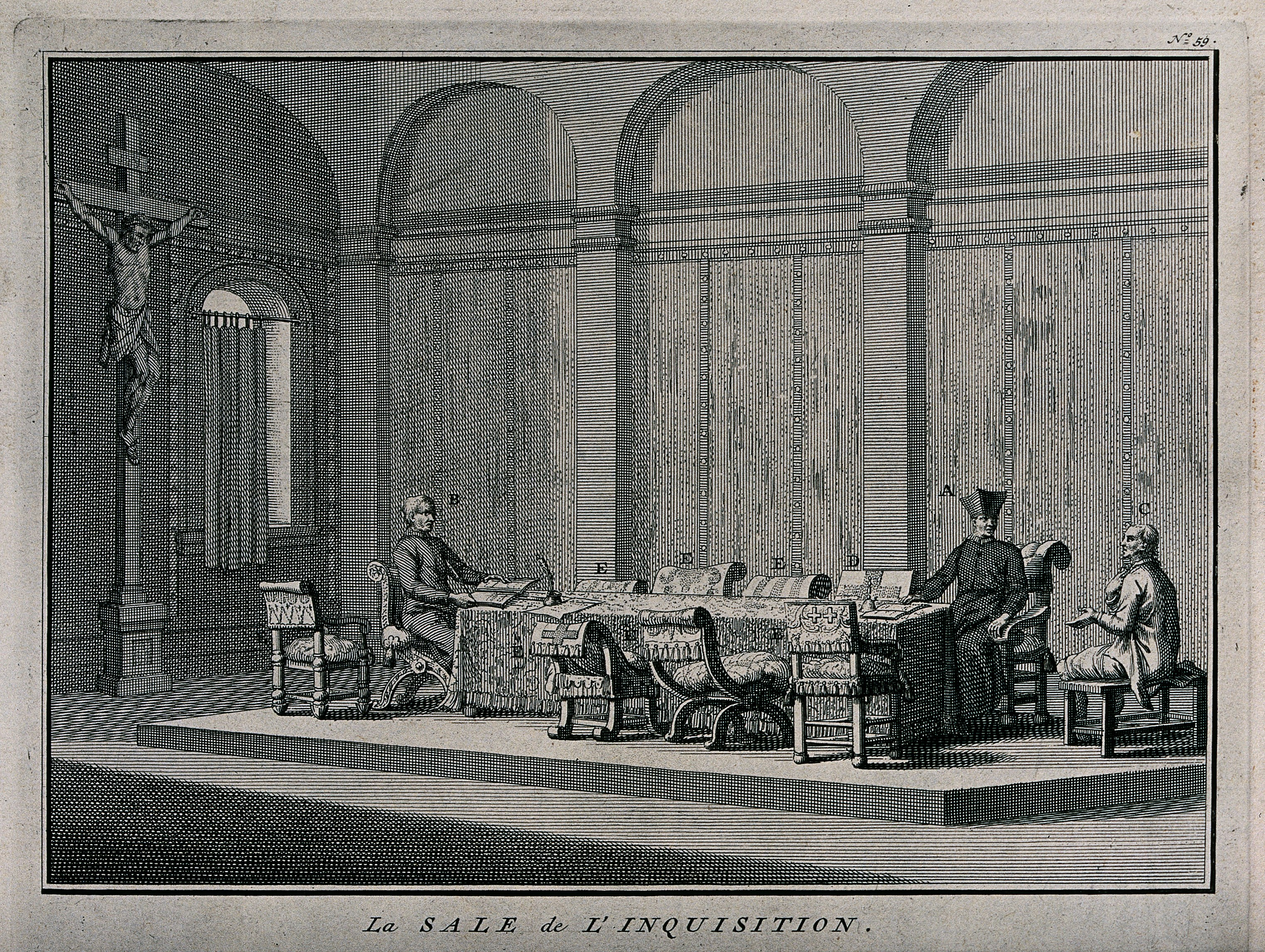
Interrogatorio de un acusado de herejía por un tribunal de la Inquisición según un grabado de Bernard Picart fechado en 1722.

Los inquisidores eran preferentemente juristas, más que teólogos, e incluso en 1608 Felipe III estipuló que todos los inquisidores debían tener conocimientos en leyes. Los inquisidores no solían permanecer mucho tiempo en el cargo: para el tribunal de Valencia, por ejemplo, la media de permanencia en el cargo era de unos dos años. La mayoría de los inquisidores pertenecían al clero secular (sacerdotes), y tenían formación universitaria. Su sueldo era de 60 000 maravedíes a finales del siglo XV, y de 250 000 maravedíes a comienzos del .

Estructura de la Inquisición.

El procurador fiscal era el encargado de elaborar la acusación, investigando las denuncias e interrogando a los testigos.
Los calificadores eran generalmente teólogos; a ellos competía determinar si en la conducta del acusado existía delito contra la fe.
Los consultores eran juristas expertos que asesoraban al tribunal en cuestiones de la casuística procesal.
El tribunal contaba además con tres secretarios: el notario de secuestros, quien registraba las propiedades del reo en el momento de su detención; el notario del secreto, quien anotaba las declaraciones del acusado y de los testigos; y el escribano general, secretario del tribunal.
El alguacil era el brazo ejecutivo del tribunal: a él competía detener y encarcelar a los acusados.
Otros funcionarios eran el nuncio, encargado de difundir los comunicados del tribunal, y el alcaide, carcelero encargado de alimentar a los presos.
Además de los miembros del tribunal, existían dos figuras auxiliares que colaboraban en el desempeño de la actividad inquisitorial: los familiares y los comisarios.
Los familiares eran colaboradores laicos del Santo Oficio, que debían estar permanentemente al servicio de la Inquisición. Convertirse en familiar era considerado un honor, ya que suponía un reconocimiento público de limpieza de sangre y llevaba además aparejados ciertos privilegios. Aunque eran muchos los nobles que ostentaban el cargo, la mayoría de los familiares eran de extracción social popular.
Los comisarios, por su parte, eran sacerdotes regulares que colaboraban ocasionalmente con el Santo Oficio.
Uno de los aspectos más llamativos de la organización de la Inquisición es su forma de financiación: carentes de un presupuesto propio, dependían exclusivamente de las confiscaciones de los bienes de los reos. No resulta sorprendente, por tanto, que muchos de los encausados fueran hombres ricos. Que la situación propiciaba abusos es evidente, como se destaca en el memorial que un converso toledano dirigió a Carlos I:

Vuestra Majestad debe proveer ante todas cosas que el gasto del Santo Oficio no sea de las haciendas de los condenados, porque recia cosa es que si no queman no comen.

### Indígenas en la Inquisición
A finales del siglo XVII, el arequipeño Juan Nuñez Vela de Ribera, representando a los "illustres Cavalleros Ingas del Reino del Perú" (la nobleza incaica), solicitó al rey Carlos II de España que "Su Magestad se sirviesse de admitir a los indios a ser Ministros del Santo Oficio de la Inquisición", con base en que ya estaban en condiciones de tener la calidad de cristianos viejos, limpios y nobles.
El Consejo de la Suprema Inquisición, presidido por Diego Sarmiento Valladares, aprobó la propuesta fundándose en que son «diez los inquisidores que avalan la petición a favor de los indios nobles».
Por tal motivo, el 16 de abril de 1693, Carlos II aprobó el decreto por el que los indios nobles, con valor para toda la Monarquía Hispánica, podrían acceder a la Sagrada Congregación del Santo Oficio de la Inquisición, con el encargo de detectar en su diócesis los textos, correspondencia y todo tipo de mensajes sospechosos que pudiesen contener ideas contrarias a la doctrina de la Iglesia católica. El 22 de marzo de 1697 Carlos II autorizó el acceso de los indios nobles a todos los cargos seculares y eclesiásticos en las iglesias, capellanías, colegios, catedrales y puestos militares. 

"De que puedan acceder los indios a los puestos eclesiasticos o seculares, gubernativos, politicos, y de guerra, que todos piden limpieza de sangre, y por estatuto la calidad de nobles".
Carlos II, 1697

Posteriormente, se haría en el año 1700 un lienzo conmemorativo del pedido al Inca Católico, Carlos II, para que los indígenas puedan ser partícipes del tribunal del Santo Oficio. Este lienzo esta resguardado en la Colección de la Congregación de Religiosas Concepcionistas Franciscanas de Copacabana, Lima. Posee la siguiente frase:

"Los Señores del Consejo Supremo de la Santa General Inquisición que a nuestro poderosisimo Inca Don Carlos II, Augustisimo Emperador de la América, hicieron la consulta de que Su Majestad se sirviese de admitir a los indios a ser Ministros del Santo Oficio, fueron [...] Publicose el 16 de abril de 1693 en dicho Supremo Consejo, un decreto de Su Majestad en que se confirmaba la dicha consulta. Siendo virrey el Excelentísimo Señor Don Melchor Portocarrero Laso de la Vega, Conde de la Moncloba, año de 1700."

Ejemplo de indígenas en la inquisición podrían ser Eugenio de Santa Cruz, un indio noble del siglo XVIII, natural de Pampanga, que llegó a ser juez provisor del Obispado del Santísimo Nombre de Jesús y Calificador del Santo Oficio de la Inquisición en Filipinas.

## El proceso inquisitorial

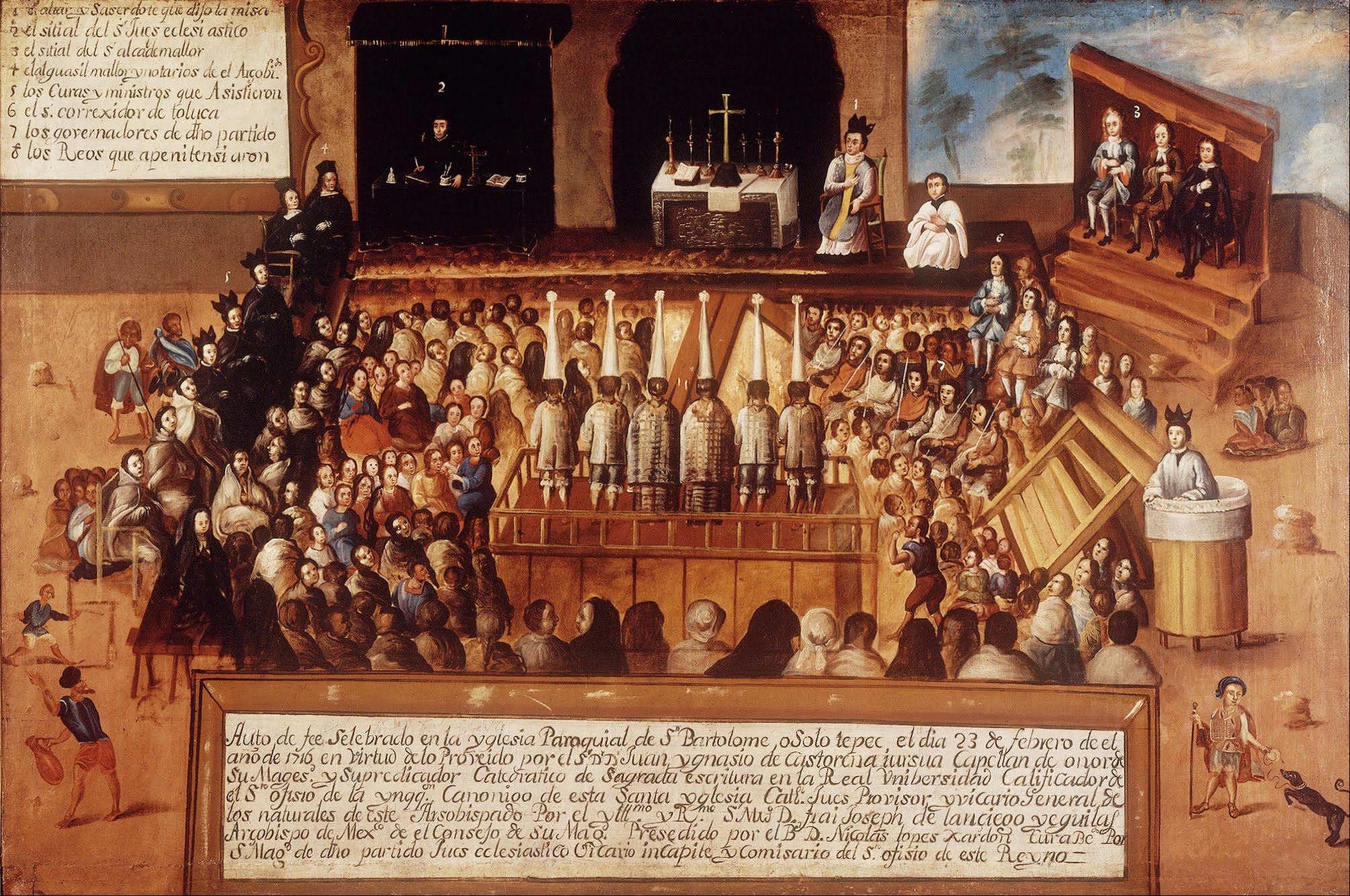
Auto de fe en una localidad del Virreinato de Nueva España en el.

Los inquisidores buscaban establecer la veracidad de una acusación en materia de fe (precisamente el verbo inquiro, en latín, significa "buscar" e inquisitio, la "búsqueda"). El procedimiento que empleaban rompió con la forma medieval de justicia basada en el proceso acusatorio en el que el juez decidía si la parte que acusaba había aportado las pruebas suficientes para demostrar lo que afirmaba. Para evitar las acusaciones sin fundamento el que acusaba corría el riesgo de ser condenado a la misma pena que le hubiera correspondido al acusado si lo que afirmaba se demostraba que era falso. Esto no ocurría en el proceso inquisitorial en el que el juez podía actuar de oficio sin necesidad de que un acusador inicie la acción judicial o por denuncias que recibía, sin que el que las hacía corriera ningún riesgo de ser condenado si lo que decía se demostraba falso. Pero la diferencia fundamental entre el proceso inquisitorial y el proceso acusatorio estaba en el papel del juez, que deja de ser una parte "inactiva" del proceso ya que es quien toma las declaraciones, interroga a los testigos y al acusado y finalmente emite el veredicto. Así, según Josep Pérez, el inquisidor "reúne en su persona la función de policía y el poder de juez aunque, según el derecho canónico, no asume la función de acusador, ya que lo único que pretende es establecer la verdad [inquisitio] con imparcialidad y no acabar con su adversario". Pérez concluye: "los inquisidores son jueces y parte, acusadores y jueces; se conserva la figura del fiscal, pero su función se limita a mantener la ficción de un proceso que enfrenta a dos partes. [...] En realidad, el fiscal es un inquisidor como los demás, salvo que no participa en la votación de la sentencia".
Así pues, la Inquisición no funcionó en modo alguno de forma arbitraria, sino conforme al derecho canónico. Sus procedimientos se explicitaban en las llamadas Instrucciones, elaboradas por los inquisidores generales Torquemada, Deza y Valdés.
Las instrucciones de Torquemada fueron publicadas el 29 de octubre de 1484 con el nombre de Compilación de las instrucciones del Oficio de la Santa Inquisición. En ellas se recogen las reglas de procedimiento de la Inquisición pontificia tal como figuran en la Practica inquisitionis (1324) de Bernardo Gui o en Directorium inquisitorum (1376) de Nicholas Eymerich. Los inquisidores generales Diego de Deza y Cisneros añadieron algunas disposiciones que fueron publicadas en 1536 por orden del inquisidor general Alonso Manrique. Finalmente en 1561 el inquisidor Fernando de Valdés publicó las últimas instrucciones que estarán vigentes hasta la abolición de la Inquisición española, aunque como señala Joseph Pérez, "las circulares del Consejo supremo, las cartas acordadas, aportan precisiones cuando la ocasión lo requiere".

### Delación anónima
En los primeros tiempos cuando la Inquisición llegaba a una ciudad, el primer paso era el «edicto de gracia». En la misa del domingo, el inquisidor procedía a leer el edicto: se explicaban las posibles herejías y se animaba a todos los feligreses a acudir a los tribunales de la Inquisición para descargar sus conciencias. Se denominaban «edictos de gracia» porque a todos los autoinculpados que se presentasen dentro de un «período de gracia» (aproximadamente, un mes) se les ofrecía la posibilidad de reconciliarse con la Iglesia sin castigos severos. La promesa de benevolencia resultaba eficaz, y eran muchos los que se presentaban voluntariamente ante la Inquisición. Sin embargo, a partir de 1500 los «edictos de gracia» fueron sustituidos por los llamados «edictos de fe», suprimiéndose esta posibilidad de reconciliación voluntaria.
Como la herejía no era solo un pecado sino un delito, no bastaba con la confesión para ser absuelto —de hecho se recordaba en los edictos de fe que los sacerdotes debían remitir a la Inquisición a aquellos que se acusaran de pecados contra la fe— por lo que su confesión debía ser pública. Como ha señalado Joseph Pérez, «había algo terrorífico en la regla: condenaba a la vergüenza de un auto de fe público incluso a aquel que confesaba su falta de forma libre y espontánea». Además no bastaba con denunciarse a sí mismo sino que había que denunciar también a sus «cómplices» -incluso si habían muerto, porque en ese caso sus restos se exhumaban y quemaban—, una obligación que se extendía a todos los creyentes bajo pena de excomunión. Gracias a esto la Inquisición contaba con una inagotable provisión de informantes.
Los delatores se mantenían en el anonimato y si sus afirmaciones se demostraban falsas no eran castigados con la misma pena que le hubiera correspondido al acusado. De esta forma se facilitaban las denuncias, y se protegía a los testigos de las presiones y de una posible venganza, pero también se permitía con ello que muchas de ellas se debieran a motivos de animadversión personal o para deshacerse de un competidor. "Estas denuncias malintencionadas no siempre proceden del pueblo llano; también las élites son capaces de semejante vileza. En 1572, son sus colegas de la Universidad de Salamanca quienes denuncian a Fray Luis de León a la Inquisición", afirma Joseph Pérez.
Según Henry Kamen, «las delaciones por hechos de poca importancia eran la regla más que la excepción». «En 1530, Aldonça de Vargas fue delatada en las islas Canarias por haber sonreído cuando se mencionó a la Virgen María en su presencia... En 1635, Pedro Ginesta, un anciano de más de ochenta años de edad, de origen francés, fue llevado ante el tribunal de Barcelona por un antiguo amigo por haber comido inadvertidamente un poco de tocino y cebollas en un día de abstinencia.» «El dicho preso» —decía la acusación— «siendo de una nación infectada por la herejía [Francia], se presume que ha comido carne en días prohibidos en muchas ocasiones, a la manera de la secta de Lutero». Por lo tanto, denuncias basadas en sospechas llevaban a acusaciones basadas en conjeturas. Este es el tenor de los miles de datos con que gentes malévolas, que vivían en la misma comunidad que los denunciados, dieron alimento a la maquinaria de la Inquisición".
El acusado no tenía ninguna posibilidad de conocer la identidad de sus acusadores, un privilegio que los testigos tenían en los tribunales seculares. Este era uno de los puntos más criticados y así fue denunciado, por ejemplo, por las Cortes de Castilla en 1518, o por la ciudad de Granada en 1526, que en el memorial que redactó denunció que el sistema de secreto era una invitación abierta al perjurio y al testimonio malévolo. Es lo que le sucedió, por ejemplo, a la familia y a los criados del doctor Jorge Enríquez que pasó dos años en la cárcel de la Inquisición por una denuncia anónima que afirmaba que cuando murió el médico fue enterrado según los ritos judíos —fueron puestos en libertad por falta de pruebas—. En la práctica, eran frecuentes las denuncias falsas para satisfacer envidias o rencores personales. Muchas denuncias eran por motivos absolutamente nimios. La Inquisición estimulaba el miedo y la desconfianza entre vecinos, e incluso no eran raras las denuncias entre familiares.
Un escritor toledano de origen converso aseguró en 1538 que

muchas gentes ricas... se van a reinos estraños por no vivir toda su vida en temor y sobresalto cuándo entrará un alguacil de la Inquisición por las puertas, que mayor muerte es el temor continuo que la muerte misma

Sin embargo, no en todos los lugares despertaba el mismo temor la Inquisición. Es el caso del Principado de Cataluña, donde los inquisidores del tribunal de Barcelona se quejaban en 1560 de que la gente «en son de tenerse por buenos cristianos traen todos por lenguaje que la Inquisición es aquí por de mas, que ni se haze nada ni ay que hazer». «Toda la gente de esta tierra, assi ecclesiastica como seglar, ha mostrado siempre poca afficion al Santo Officio». Así, el tribunal tuvo que disculparse en más de una ocasión ante el Consejo de la Suprema por el reducido número de procesos que llevaba, alegando que no era ni por «negligencia ni descuydo nuestro» sino por las «pocas denunciaciones que se hazen».

### Detención sin acusación
Tras la denuncia, el caso era examinado por los «calificadores», quienes debían determinar si había herejía, y a continuación se procedía a detener al sospechoso. En la práctica, sin embargo, eran numerosas las detenciones preventivas, y se dieron situaciones de detenidos que esperaron hasta dos años en prisión antes de que los «calificadores» examinasen su caso. Las Cortes del Reino de Aragón protestaron en 1533 por estas detenciones arbitrarias. En las Instrucciones de Torquemada se recomendaba que no se procediera a la detención hasta que no se hubieran reunido los suficientes testimonios e indicios, ya que hacerlo antes sería poner en guardia al acusado y darle una oportunidad de preparar su defensa.
La detención del acusado implicaba la confiscación inmediata de sus bienes por la Inquisición. Estos se utilizaban para pagar los gastos de su propio mantenimiento y las costas procesales, y a menudo los familiares del acusado quedaban en la más absoluta miseria. Para intentar paliar estas situaciones, las Instrucciones de 1561 permitieron que quienes estaban a cargo de los encausados fueran mantenidos también con los bienes confiscados, pero "incluso después de 1561, las personas acusadas tenían a veces poca seguridad sobre la suerte de sus propiedades frente a funcionarios poco honrados, o contra las detenciones arbitrarias y los larguísimos procesos". En el caso de que el detenido fuera pobre los gastos corrían a cargo del tribunal.
Si el detenido era una persona importante podía tener criados con él pero debían permanecer encerrados junto con su señor todo el tiempo que estuviera detenido. Por otro lado, los reos permanecían absolutamente incomunicados —no podían recibir visitas y no podían mantener contacto con los otros detenidos—, y tampoco tenían derecho a asistir a misa ni a recibir los sacramentos ya que se presuponía que eran "herejes".
Las personas detenidas eran llevadas en secreto a las cárceles de la Inquisición donde esperaban juicio. Como el paradero del detenido no se daba a conocer se hablaba de las cárceles "secretas" de la Inquisición. Así durante el tiempo que duraba la detención, que podían ser semanas o meses, el detenido permanecía completamente aislado del mundo exterior. Desconocía de qué se le acusaba, ni cuáles eran las pruebas que había contra él, ni tampoco quiénes eran los testigos de cargo. A los presos que protestaban —o blasfemaban— se les amordazaba o se les ponía el «pie de amigo», una horquilla de hierro que mantenía erguida a la fuerza la cabeza del reo. Cuando finalmente lograban salir, a los detenidos se les obligaba a que no revelaran nada de lo que habían visto, oído o vivido durante el tiempo que habían estado en prisión.
Como la Inquisición se cuidó de elegir bien sus residencias, las cárceles situadas en ellas estaban en general en mejores condiciones que las ordinarias —se conocen casos de presos de estas últimas que hicieron declaraciones heréticas para conseguir ser trasladados a las cárceles de la Inquisición—. Pero había algunas sedes como las de Llerena o Logroño que presentaban unas condiciones lamentables y decenas de prisioneros murieron en sus calabozos. De todas formas, la severidad de la vida en las cárceles del Antiguo Régimen, de la que Inquisición no era una excepción, producía un promedio regular de fallecimientos. "También la locura y el suicidio eran consecuencias corrientes de la estancia en prisión", afirma Henry Kamen. Sin embargo, algunos autores niegan que haya evidencias de que las prisiones inquisitoriales no fueran civiles, por lo menos en la gran mayoría de los casos. Los sufrimientos que padecían estos reos, por tanto, se asemejaban a los del resto de penados. El gobernador de la prisión de Granada, Bartolomé de Lescano, describía en 1557 la oscuridad de las estancias donde yacían los procesados por la Inquisición («no ay donde se pueda dar vn poco de sol a vn enfermo»), la ausencia de asistencia médica o el sepultar a los muertos a medianoche para ocultárselo a los vecinos («casi no se puede guardar el secreto»).

### Instrucción secreta e indefensión del acusado
La instrucción no se basaba en el principio de la presunción de inocencia, sino en la presunción de culpabilidad, por lo que era el acusado el que tenía que demostrar su inocencia, y no el tribunal el que tenía que probar que era culpable. "La única tarea de la Inquisición era obtener de su prisionero el reconocimiento de su culpabilidad y una sumisión penitente", afirma Henry Kamen. "Es esencial que el acusado se reconozca culpable y lo haga públicamente, así como que exprese públicamente su arrepentimiento; es una de las razones del auto de fe", asevera Joseph Pérez.
Toda la instrucción era llevada en el secreto más absoluto, tanto para el público como para el propio reo, que no era informado de cuáles eran las acusaciones que pesaban sobre él. La obsesión por el secreto llegaba hasta el extremo de que las Instrucciones de la Inquisición eran de uso interno exclusivamente y solo los inquisidores podían tenerlas y consultarlas. Asimismo se prohibía certificar que alguien había sido condenado o detenido por la Inquisición, por lo que, como señala Joseph Pérez, "una persona no tenía posibilidad de probar que nunca había sido perseguida".
La instrucción del proceso inquisitorial se componía de una serie de audiencias, en las cuales declaraban tanto los denunciantes como el acusado, pero separadamente, ya que se evitaba expresamente cualquier careo entre ellos, porque entonces el acusado conocería a los testigos de cargo. De todo tomaba nota un secretario, y si el declarante no hablaba castellano se traducía lo que había dicho, lo que daba lugar a tergiversaciones que levantaron las protestas, por ejemplo, de las instituciones del Principado de Cataluña, aunque la Inquisición hizo caso omiso de ellas.
Según Henry Kamen, "una de las peculiaridades del procedimiento inquisitorial que causó penalidades y sufrimientos a mucha gente fue la negativa a divulgar las razones para la detención, así que los presos pasaban días, meses e incluso años, sin saber por qué estaban en las celdas del tribunal". Así, en vez de acusar al preso, los jueces cuando lo interrogaban le invitaban a que dijera por qué había sido detenido y a que lo confesara todo, lo que se repetía en los siguientes interrogatorios. "Con esta forzada falta de conocimiento sobre la acusación se lograba el efecto de deprimir y quebrantar la moral del preso. Si era inocente, quedaba hecho un mar de confusiones sobre lo que habría de confesar, o bien confesaba delitos de los que ni siquiera le estaba acusando la Inquisición; si era culpable, quedaba con la duda de qué parte sabría realmente la Inquisición, y de si no sería un truco para obligarle a confesar".
Pasados tres interrogatorios de este tipo sin que confesara, se le mostraban los cargos que había contra él —que generalmente eran muy imprecisos ya que se suprimían los nombres de los testigos y cualquier indicio que pudiera ayudar a indentificarlos, lo que provocaba la indefensión del detenido— y se le nombraba un abogado de los que trabajaban para la Inquisición. Un preso de Valencia le dijo en 1559 a su compañero de celda que

aunque el Inquisidor le diera un abogado, no le daría ninguno bueno, sino un individuo que haría lo que el Inquisidor quisiera, y que si por casualidad pidiera un abogado o un procurador que no fuera de la Inquisición, no le servirían, ya que si se oponían a los deseos de los Inquisidores, ya se encargarían de acusarles de falsas creencias o de falta de respeto y los meterían en la cárcel

La misión fundamental del abogado no era, pues, defender al acusado, sino incitarle a confesar. Además no podía hablar a solas con el detenido y siempre tenía que estar presente un inquisidor en la entrevista. Para defenderse el acusado podía recurrir a tres procedimientos: el «proceso de tachas», que consistía en dar una lista con los nombres de personas que quisieran perjudicarle —esta era el único medio que tenía para recusar a un testigo, ya que no conocía quiénes eran, aunque si alguno aparecía en la lista su testimonio no era admitido—; el «proceso de abonos», presentar testigos en favor de su moralidad; y el «proceso de indirectas», aportar declaraciones o hechos que indirectamente pudieran probar que las acusaciones eran falsas. También podía recusar a los jueces pero este era un recurso muy poco utilizado excepto si podía probar que eran sus enemigos personales, como sucedió en el proceso Carranza. Más frecuente era alegar locura, embriaguez, extrema juventud, etc. para conseguir la benevolencia del tribunal, y en algún caso se conseguía.

El peor inconveniente [de la instrucción inquisitorial], desde el punto de vista del preso, era la imposibilidad de una defensa adecuada. El papel de su abogado estaba limitado a presentar artículos de defensa a los jueces; aparte de esto no se permitían más argumentos ni preguntas. Esto significaba que, en realidad, los inquisidores eran a la vez juez y jurado, acusación y defensa, y la suerte del preso dependía enteramente del humor y el carácter de los inquisidores.
Kamen (2011, p. 191-192)

### Tortura

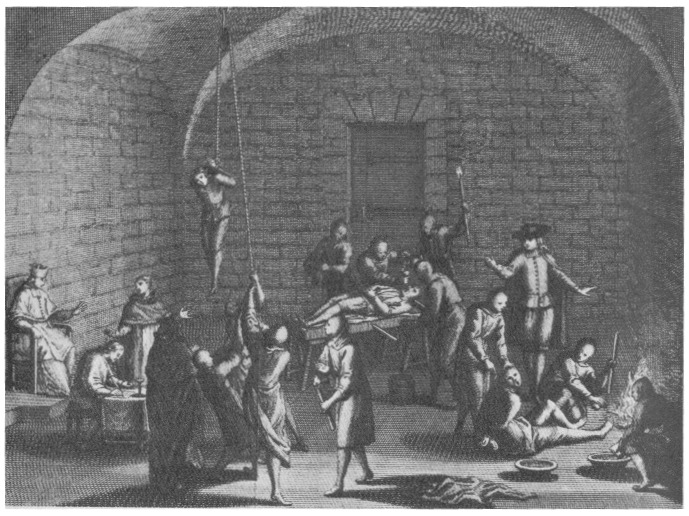
Imagen ficticia de una cámara de tortura inquisitorial. Grabado del de Bernard Picart,Kamen (2011)

Para interrogar a los reos, la Inquisición hizo uso de la tortura, pero no de forma sistemática. Se aplicó sobre todo contra los sospechosos de judaísmo y protestantismo, especialmente en el siglo XVI. Por poner un ejemplo, H. C. Lea estima que entre 1575 y 1610 fueron torturados en el tribunal de Toledo aproximadamente un tercio de los encausados por herejía. En otros períodos la proporción varió notablemente. La tortura era siempre un medio de obtener la confesión del reo, no un castigo propiamente dicho. Se aplicaba sin distinción de sexo ni edad, incluyendo tanto a niños mayores de 14 años como a ancianos.
Según Joseph Pérez, «como todos los tribunales del Antiguo Régimen, la Inquisición torturaba a los prisioneros para hacerlos confesar, pero mucho menos que los otros, y no por un sentimiento humanitario, porque le repugnara utilizar estos métodos, sino simplemente porque le parecía un procedimiento erróneo y poco eficaz». «Quaestiones sunt fallaces et inefficaces», escribía Eymerich en su Manual de inquisidores. Pérez cita este pasaje del libro del inquisidor medieval catalán:

El tormento no es un medio seguro de conocer la verdad. Hay hombres débiles que, al primer dolor, confiesan incluso los crímenes que no han cometido; en cambio hay otros, más fuertes y obstinados, que soportan los mayores tormentos.
Pérez (2012, pp. 133)

Según la Instrucciones del inquisidor general Fernando de Valdés los inquisidores tienen que asistir a la sesión de tortura, obligación de la que les habían eximido las Instrucciones de Torquemada. Junto a ellos estarán presentes únicamente, el escribano forense y el verdugo. Los nobles y el clero no están exentos como en la justicia ordinaria —«El privilegio que las leyes otorgan a las personas nobles de no poder ser procesadas en las otras causas no ha lugar en materia de herejía», se dice en el Manual de los inquisidores—, y como con el resto de acusados, la decisión de torturar la debía tomar el tribunal al completo, y después de que un médico haya diagnosticado que el reo soportará la prueba. Las instrucciones prohíben que en las sesiones de tortura se mutile al acusado o se derrame sangre.
Los procedimientos de tortura más empleados por la Inquisición fueron tres: la «garrucha», la «toca» y el «potro». El tormento de la garrucha consistía en colgar al reo del techo con una polea por medio de una cuerda atada a las muñecas y con pesos atados a los tobillos, ir izándolo lentamente y soltar de repente, con lo cual brazos y piernas sufrían violentos tirones y en ocasiones se dislocaban. La toca, también llamada «tortura del agua», consistía en atar al prisionero a una escalera inclinada con la cabeza más baja que los pies e introducir una toca o un paño en la boca a la víctima, y obligarla a ingerir agua vertida desde un jarro para que tuviera la impresión de que se ahogaba —en una misma sesión se podían administrar hasta ocho cántaros de agua—. En el potro el prisionero tenía las muñecas y los tobillos atados con cuerdas que se iban retorciendo progresivamente por medio de una palanca.
El escribano que estaba presente en la sesión de tortura recogía todos los detalles y «anotaba cada palabra y cada gesto, dándonos con ello una impresionante y macabra prueba de los sufrimientos de las víctimas de la Inquisición». El siguiente es un ejemplo de estos documentos. Se trata de una mujer judeoconversa acusada de seguir practicando su antigua religión por no comer carne de cerdo y cambiarse de ropa los sábados (aunque ella cuando es puesta en el potro desconoce completamente la acusación y lo que han afirmado los testigos de cargo, pues esta era la forma de actuar de la Inquisición: que el reo confesara sin que se le dijera de qué se le acusaba):

Se ordenó que fuera puesta en el potro, y ella preguntó: «Señores, ¿por qué no me dicen lo que tengo que decir? Señor, pónganme en el suelo, ¿no he dicho ya que hice todo eso?». Le pidieron [los inquisidores] que lo dijera. Y ella respondió: «No recuerdo, quítenme de aquí. Hice lo que los testigos han dicho». Le pidieron que explicara con detalle qué es lo que habían dicho los testigos. Y ella replicó: «Señor, como ya le he dicho, no lo sé seguro. Ya he dicho que hice todo lo que los testigos dicen. Señores, suéltenme, por favor, porque no lo recuerdo». Le pidieron que lo dijera. Y ella respondió: «Señores, esto no me va a ayudar a decir lo que hice y ya he admitido todo lo que he hecho y que me ha traído a este sufrimiento. Señor, usted sabe la verdad. Señores, por amor de Dios, tengan piedad de mí. ¡Oh, señor! Quite estas cosas de mis brazos, señor, suélteme, me están matando». Fue atada en el potro con las cuerdas, y amonestada a que dijera la verdad, se ordenó que fueran apretados los garrotes. Ella dijo: «Señor, no ve que estas personas me están matando? Lo hice, por amor de Dios, dejen que me vaya».

### Veredicto

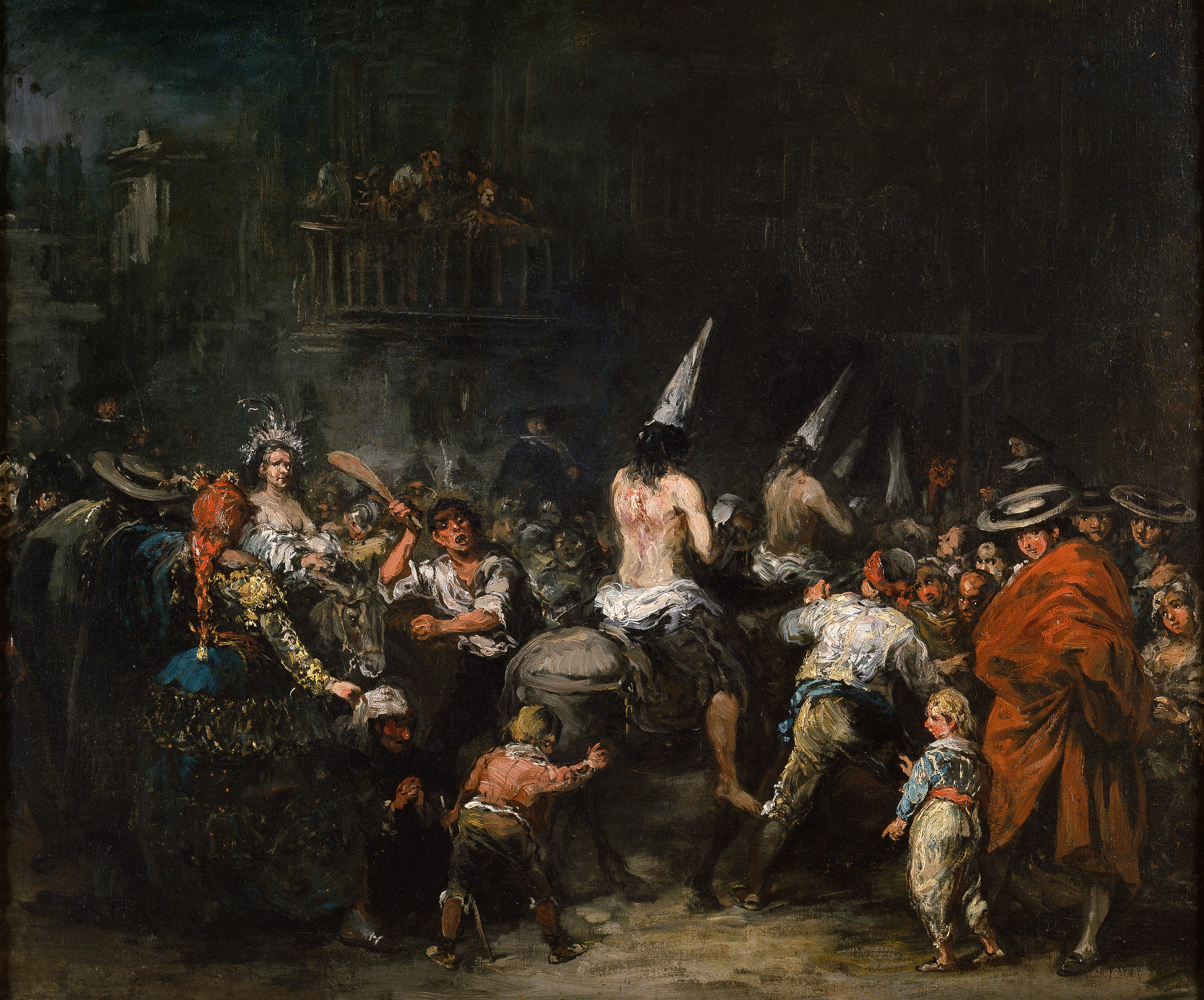
Condenados por la Inquisición, de Eugenio Lucas (Museo del Prado). «La Inquisición generalmente condenaba al culpable a ser “azotado mientras recorría las calles”, en cuyo caso (si se trataba de un varón) tenía que aparecer desnudo hasta la cintura, a menudo montado sobre un asno para que sufriera una mayor deshonra, siendo debidamente azotado por el verdugo con el número señalado de latigazos. Durante este recorrido por las calles, los transeúntes y los chiquillos mostraban su odio por la herejía tirando piedras a la víctima.»

La instrucción no concluía cuando el fiscal lo decidía sino cuando lo pedía el acusado, porque si el fiscal lo hacía reconocía que no tenía nada más que añadir, mientras que si era el acusado el fiscal conservaba la posibilidad de aportar nuevos argumentos o testigos hasta el último momento.
Una vez concluida la instrucción, los inquisidores se reunían con un representante del obispo y con los llamados «consultores», expertos en teología o en derecho, en lo que se llamaba «consulta de fe». En la votación del caso se requería la unanimidad de los inquisidores y del representante episcopal, cuyo voto prevalecía incluso contra la mayoría de los «consultores». En caso de no alcanzarla se remitía el caso al Consejo de la Suprema para que decidiera. En el siglo XVIII las «consultas de fe» desaparecieron porque todas las sentencias eran elevadas a la Suprema.
Según Joseph Pérez, "el veredicto final no tiene más utilidad que regularizar a posteriori la detención [del acusado]". El tribunal solo contemplaba la posibilidad de absolverlo cuando había sido víctima de falsos testimonios; en todos los demás casos se imponía la condena y si esta resultaba difícil de justificar el tribunal declaraba la "suspensión" del caso, lo que le permitirá reabrilo en cualquier momento. Para la Inquisición española era "esencial dar la impresión de que el Santo Oficio no se equivoca nunca, que no detiene a nadie sin motivos; sobre todo, es preciso impedir que pueda decirse que se ha detenido a un inocente". Por eso, aunque al principio la Inquisición pronunció algunos veredictos de absolución, "más tarde es extremadamente raro que un proceso inquisitorial termine con un veredicto de absolución". Pérez recuerda que "ante la Inquisición todo reo es presuntamente culpable" y el procedimiento y la instrucción del proceso están orientados a ese objetivo —que el acusado reconozca su culpabilidad—.
La segunda preocupación de los inquisidores era "que el acusado se declare culpable y que manifieste su arrepentimiento". En función de esto se establecen tres categorías de acusados: aquellos de los que se piensa que son culpables pero no se han hallado pruebas suficientes para demostrarlo y que además alegan que son inocentes; los que confiesan que son culpables (convictos y confitentes); y los "pertinaces", que son los que reinciden tras una primera condena y los que lo son por primera vez y se niegan a confesar su culpabilidad a pesar de las pruebas reunidas contra ellos. A las dos primeras categorías se les permite la reconciliación: poderse reintegrar a la Iglesia tras haber abjurado de sus errores, abjuración que podía adoptar tres formas distintas: abjuración de levi, para los que solo había una ligera sospecha de herejía; abjuración de vehementi, para los acusados de los que existen serias sospechas de culpabilidad o se niegan a confesar; y la abjuración «en forma», para los acusados declarados culpables y que han confesado. La tercera categoría de acusados, la de los "pertinaces", se divide en tres grupos: el de los penitentes relapsos, los reincidentes que han confesado su culpabilidad y se han arrepentido; el de los impenitentes no relapsos, los que siendo culpables no han confesado ni se han arrepentido, pero no son reincidentes; y el de los impenitentes relapsos, los que reinciden y siguen sin confesar su culpabilidad. A los relapsos les espera la hoguera, aunque con una notable diferencia: los penitentes serán estrangulados antes de ser quemados; los impenitentes serán quemados vivos. Las sentencias de muerte no las ejecuta la Inquisición porque se trata de un tribunal eclesiástico por lo que los condenados son "relajados al brazo secular", es decir, son entregados a los tribunales reales para que estos apliquen las penas de muerte.
En resumen, los veredictos podían ser los siguientes:
1. El acusado podía ser absuelto. Las absoluciones fueron en la práctica muy escasas.
2. El proceso podía ser «suspendido», con lo que en la práctica el acusado quedaba libre, aunque bajo sospecha, y con la amenaza de que su proceso se continuase en cualquier momento. La suspensión era una forma de absolver en la práctica sin admitir expresamente que la acusación había sido errónea.
3. El acusado podía ser «penitenciado». Era el menor de los castigos que se imponían. El culpable debía abjurar públicamente de sus delitos (abjuración de levi si era un delito menor, y abjuración de vehementi si el delito era grave), y después cumplir un castigo espiritual o corporal. Entre estos se encontraban el sambenito, el destierro (temporal o perpetuo),[r] multas o incluso la condena a galeras.[s]
4. El acusado podía ser «reconciliado». Además de la ceremonia pública en la que el condenado se reconciliaba con la Iglesia Católica (el auto de fe), existían penas más severas, entre ellas largas condenas de cárcel[t] o galeras,[u] y la confiscación de todos sus bienes. También existían castigos físicos, como los azotes.[v] Los reconciliados no podían ocupar cargos eclesiásticos ni empleos públicos, así como tampoco podían ejercer determinadas profesiones, como recaudador de impuestos, médico, cirujano o farmacéutico. La inhabilitación se extendía a sus hijos y nietos, aunque estos podían librarse de ella pagando una multa llamada de composición.[62]
5. El máximo castigo era la «relajación» al brazo secular, que implicaba la muerte en la hoguera. Recibían esta pena los herejes impenitentes y los «relapsos» (reincidentes). La ejecución era pública. Si el condenado se arrepentía, se le estrangulaba mediante el garrote vil antes de entregar su cuerpo a las llamas. Si no, era quemado vivo. Los casos más frecuentes eran los de que, bien por haber sido juzgados in absentia, bien por haber fallecido antes de que terminase el proceso, eran quemados en efigie.

La distribución de las penas varió mucho a lo largo del tiempo. Según se cree, las condenas a muerte fueron frecuentes sobre todo en la primera etapa de la historia de la Inquisición (según García Cárcel, el tribunal de Valencia condenó a muerte antes de 1530 al 40% de los procesados, pero después el porcentaje bajó hasta el 3%). Kamen confirma esta tesis de que las condenas a muerte pasado el primer periodo se redujeron drásticamente, como lo muestran los datos de los tribunales de Valencia y de Santiago. En Valencia entre 1566-1609 solo el 2% fueron quemados en persona y el 2,1% en efigie; en Santiago, entre 1560 y 1700, el 0,7 en persona y el 1,9 en efigie. En el siglo XVIII las "relajaciones" disminuyeron aún más y así durante los reinados de Carlos III y Carlos IV solo cuatro personas murieron en la hoguera.

### Apelación
Los condenados tenían derecho a apelar al Consejo de la Suprema Inquisición, que siempre confirmaba la sentencia si se trataba de la pena de muerte. Pero los tribunales utilizaban todo tipo de argucias para que los reos no tuvieran oportunidad de recurrir la sentencia. Según Joseph Pérez, "el medio más eficaz era que ignoraran la suerte que les esperaba el mayor tiempo posible y no informarles hasta el último momento, en el auto de fe, cuando ya no tenían tiempo de apelar".
Por otro lado, la Monarquía Hispánica nunca permitió que se pudiera apelar al papa, como lo demuestra esta instrucción de Felipe II:

Ningún asunto importante de la Inquisición ha de ser comunicado a Roma para ser examinado en última instancia; todo debe juzgarse en el reino, en virtud de la delegación apostólica que ha recibido el inquisidor general; los obispos y los hombres de leyes del reino conocen mejor que nadie las costumbres y los hábitos de sus compatriotas; es normal, por tanto, que los españoles sean juzgados por españoles y no por extranjeros, que no están al corriente de las peculiaridades nacionales y locales.

### Auto de fe

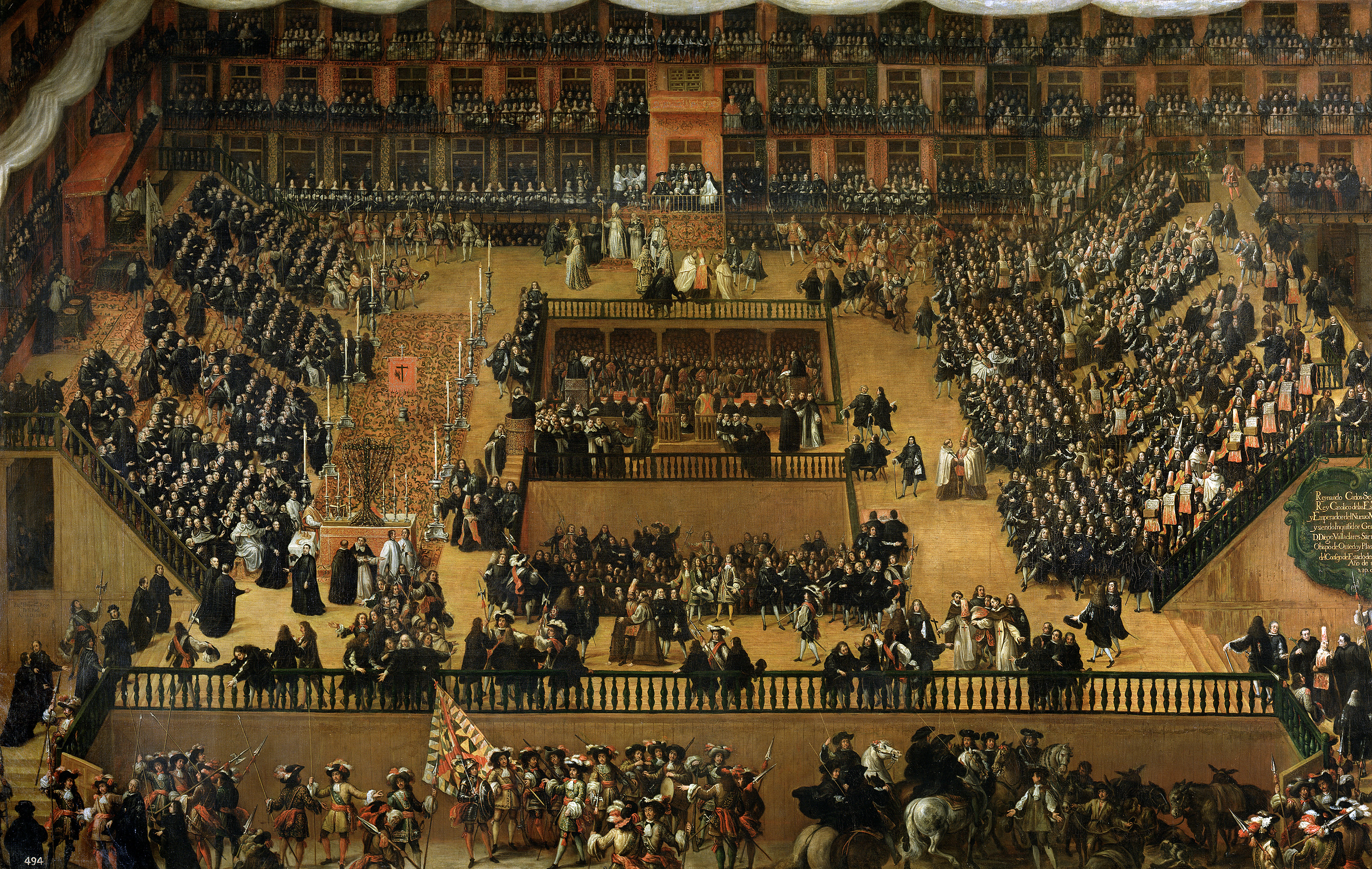
Auto de Fe en la Plaza Mayor de Madrid, Francisco Rizi, 1683, óleo sobre lienzo, 277 x 438 cm, Madrid, Museo del Prado.

Si la sentencia era condenatoria, implicaba que el condenado debía participar en la ceremonia denominada auto de fe, que solemnizaba su retorno al seno de la Iglesia (en la mayor parte de los casos), o su castigo como hereje impenitente. Los autos de fe podían ser privados («auto particular») o públicos («auto público» o «auto general»).
Aunque inicialmente los autos públicos no revestían especial solemnidad ni se pretendía una asistencia masiva de espectadores, con el tiempo se convirtieron en una ceremonia solemne, celebrada con multitudinaria asistencia de público, en medio de un ambiente festivo. El auto de fe terminó por convertirse en un espectáculo barroco, con una puesta en escena minuciosamente calculada para causar el mayor efecto en los espectadores.
Los autos solían realizarse en un espacio público de grandes dimensiones (en la plaza mayor de la ciudad, frecuentemente), generalmente en días festivos. Los rituales relacionados con el auto empezaban ya la noche anterior (la llamada «procesión de la Cruz Verde») y duraban a veces el día entero. El auto de fe fue llevado a menudo al lienzo por pintores: uno de los ejemplos más conocidos es el cuadro de Francisco Rizi conservado en el Museo del Prado y que representa el celebrado en la Plaza Mayor de Madrid el 30 de junio de 1680 (ver imagen).

### Relajación

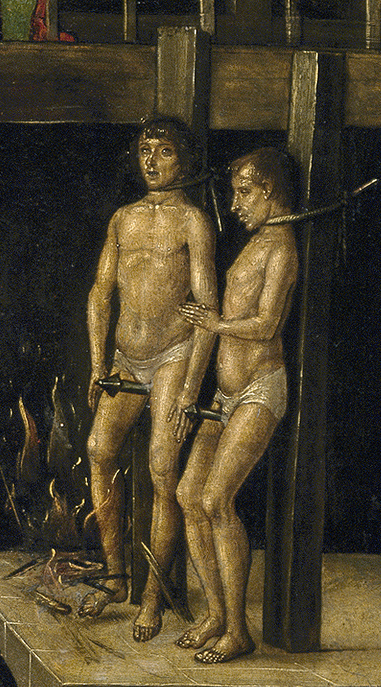
Detalle del cuadro Auto de Fe presidido por Santo Domingo de Guzmán de Pedro Berruguete (c. 1500) en el que se ve a dos condenados por la Inquisición española siendo ejecutados a garrote vil y quemados por herejes

La relajación era la entrega a los tribunales reales de los condenados a muerte por la Inquisición española. La Inquisición era un tribunal eclesiástico por lo que no podía condenar a la pena capital de ahí que "relajara" a los reos al brazo secular que era el encargado de pronunciar la sentencia de muerte y de conducirlos al lugar donde iban a ser quemados —estrangulados previamente mediante garrote vil si eran penitentes, y quemados vivos si eran impenitentes, es decir, si no habían reconocido su herejía o no se habían arrepentido—. La relajación se producía durante el auto de fe, en el que en contra de lo que suele creerse, no se ejecutaba a nadie, sino inmediatamente después y en otro lugar.

## Fin de la Inquisición

### La Inquisición en elsigloXVIII
La llegada de la Ilustración a España desaceleró la actividad inquisitorial en la segunda mitad del siglo XVIII. En la primera mitad aún se quemó en persona a 111 condenados, y en efigie a 117, la mayoría de ellos los denominados «judaizantes». En el reinado de Felipe V el número de autos de fe fue de 728. Sin embargo, en los reinados de Carlos III y Carlos IV solo se quemó a cuatro condenados.
Con el Siglo de las Luces la Inquisición se reconvirtió: las nuevas ideas ilustradas eran la amenaza más próxima y debían ser combatidas. Las principales figuras de la Ilustración Española fueron partidarias de la reforma de la Inquisición y en algún caso de su abolición. Muchos de los ilustrados españoles fueron procesados por el Santo Oficio, entre ellos Olavide, en 1776; Iriarte, en 1779; y Jovellanos, en 1796. Este último elevó un informe a Carlos IV en el que señalaba la ineficacia de los tribunales inquisitoriales y el desconocimiento que los actuantes tenían:

frailes que toman [el puesto] sólo para lograr el platillo y la exención de coro; que ignoran las lenguas extrañas, que sólo saben un poco de teología escolástica...
Elorza (1986, p. 81)

En la nueva tarea, la Inquisición trató de acentuar su función censora de las publicaciones, pero encontró que Carlos III había secularizado los procedimientos de censura y, en muchas ocasiones, la autorización del Consejo de Castilla chocaba con la más intransigente postura inquisitorial. Generalmente era la censura civil y no la eclesiástica la que terminaba imponiéndose. Esta pérdida de influencia se explica también porque la penetración de obras extranjeras ilustradas se hacía a través de miembros destacados de la nobleza o el gobierno, personas influyentes a quienes era muy difícil interferir. Así entró en España, por ejemplo, la Enciclopedia Metódica, gracias a licencias especiales otorgadas por el rey.

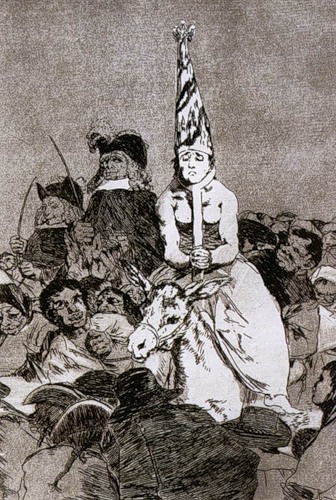
Condenada por la Inquisición española que lleva una coroza con dibujos de llamas lo que significa que va a ser quemada en la hoguera por hereje (grabado de la serie Los Caprichos de Francisco de Goya).

No obstante, a partir de la Revolución francesa, el Consejo de Castilla, temiendo que las ideas revolucionarias terminasen por penetrar en España, decidió reactivar el Santo Oficio a quien se encomendó encarecidamente la persecución de las obras francesas. El 13 de diciembre de 1789 un edicto inquisitorial, que recibió el beneplácito de Carlos IV y del conde de Floridablanca, dictaminó que:

teniendo noticias de haberse esparcido y divulgado en estos reinos varios libros ... que, sin contentarse con la sencilla narración de unos hechos de naturaleza sediciosos ... parecen formar un código teórico y práctico de independencia a las legítimas potestades .... destruyendo de esta suerte el orden político y social... se prohíbe la lectura, bajo multa, de treinta y nueve obras en francés
Elorza (1986, p. 84)

No obstante, la actividad inquisitorial se vio imposibilitada ante la avalancha de información que cruzaba la frontera, reconociendo en 1792 que

la muchedumbre de papeles sediciosos ... no da lugar para ir formalizando los expedientes contra los sujetos que los introducen...

La lucha contra la Inquisición en el interior se produjo casi siempre de forma clandestina. Los primeros textos que cuestionaron el papel inquisitorial y alababan los ideales de Voltaire o Montesquieu aparecieron en 1759. Tras la suspensión de la actividad censora previa por parte del Consejo de Castilla en 1785, el periódico El Censor inició la publicación de protestas contra la actividad del Santo Oficio mediante la crítica racionalista e, incluso, Valentín de Foronda publicó Espíritu de los mejores diarios, un alegato en favor de la libertad de expresión que se leía con avidez en los ateneos; igualmente, el militar Manuel de Aguirre, en la misma línea, escribió «Sobre el tolerantismo» en El Censor, El Correo de los Ciegos y El Diario de Madrid.
El último reo quemado fue la beata Dolores, en Sevilla (1781).
Durante el reinado de Carlos IV y, a pesar de los temores que suscitaba la Revolución francesa, se produjeron varios hechos que acentuaron el declinar de la institución inquisitorial. En primer lugar, el Estado iba dejando de ser un mero organizador social para tener que preocuparse por el bienestar público y, con ello, tenía que plantearse el poder terrenal de la Iglesia, entre otras cuestiones, en los señoríos y, de forma general, en la riqueza acumulada que impedía el progreso social. Por otro lado, la permanente pugna entre el poder del Trono y el poder de la Iglesia se inclinó cada vez más de parte de aquel, en donde los ilustrados encontraban mejor protección a sus ideales. El propio Godoy se mostró abiertamente hostil a una institución cuyo único papel había quedado reducido a la censura y que mostraba una leyenda negra internacional de España que no convenía a los intereses políticos del momento:

¿La Inquisición? Su antiguo poder no existía ya: la autoridad horrible que este tribunal sanguinario había ejercido en otros tiempos quedaba reducida, quedaba muy reducida ... el Santo Oficio había venido a parar en ser una especie de comisión para la censura de libros, no más ...
Elorza (1986, p. 88)

De hecho, las obras prohibidas circulaban con fluidez en entornos públicos, como las librerías de Sevilla, Salamanca o Valladolid.

### Abolición
La Inquisición fue abolida por Napoleón mediante los decretos de Chamartín de diciembre de 1808, por lo que no existió durante el reinado de José I (1808-1812). En 1813, los diputados liberales de las Cortes de Cádiz aprobaron también su abolición, en buena medida impulsados por el sentimiento de rechazo que había generado la condena del Santo Oficio a la sublevación popular contra la invasión francesa; en este contexto, en el Virreinato del Perú el 23 de septiembre de 1813, ocurrió un tumulto vandálico que destruyó enseres y parte de los archivos:

Mención aparte es el Archivo del Tribunal de la Santa Inquisición, que el 23 de septiembre de 1813 sufrió el saqueo de la masa enardecida luego de que esta institución fuera abolida.

Más adelante, fue brevemente restaurada cuando Fernando VII recuperó el trono el 1 de julio de 1814, y luego de nuevo abolida durante el Trienio liberal.

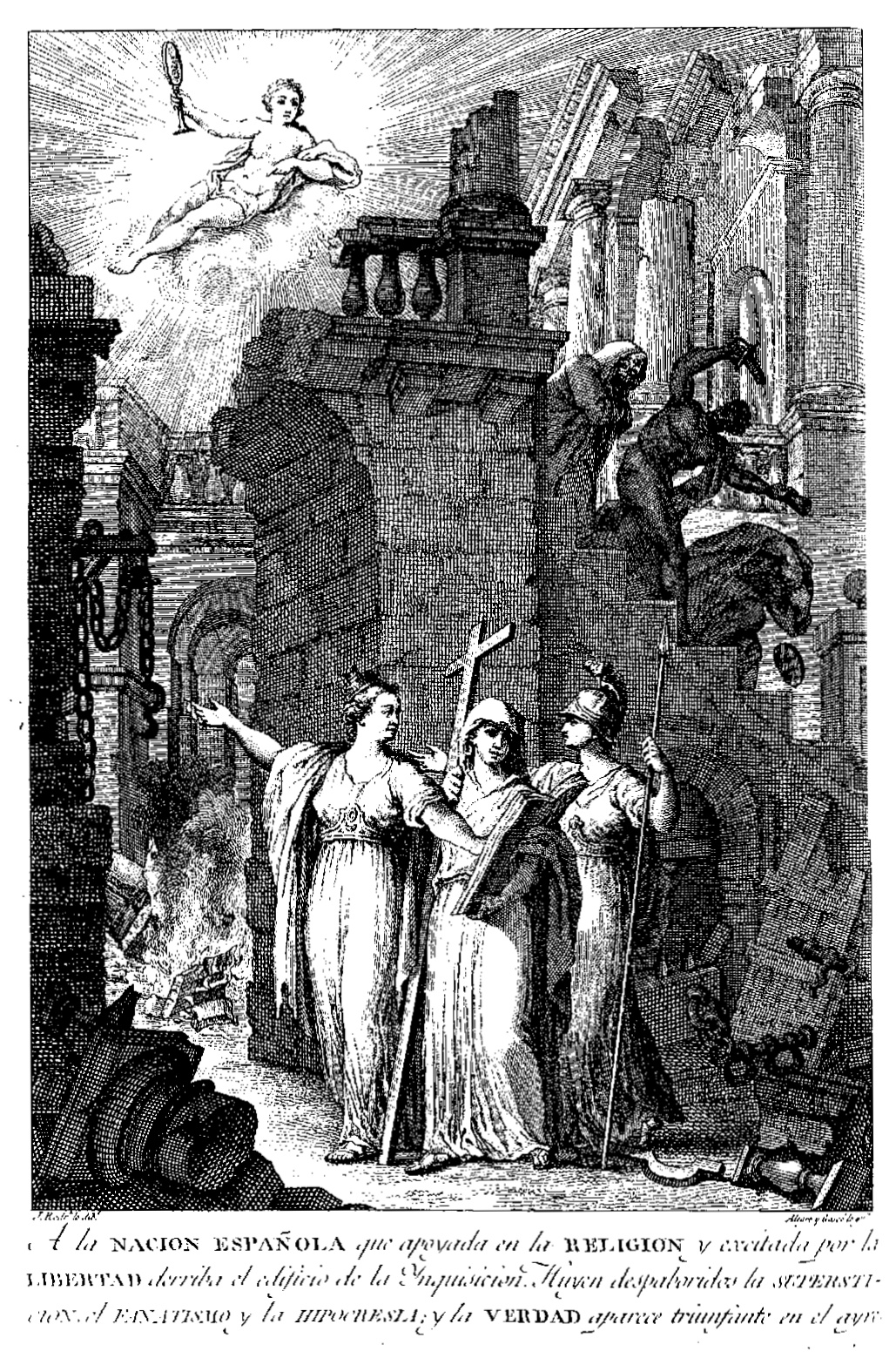
Alegoría de la abolición de la Inquisición por las Cortes de Cádiz (1813). Grabado de Manuel Alegre y Pedro Nolasco Gascó, Biblioteca Nacional de España.

Posteriormente, en la Década Ominosa, la Inquisición no fue formalmente restablecida, a diferencia de lo que se cree, siendo sustituida en algunas diócesis por las Juntas de Fe, toleradas por las autoridades locales. La Junta de Fe de Valencia tuvo el triste honor de condenar a muerte al último hereje ejecutado en España, el maestro de escuela Cayetano Ripoll, ahorcado en Valencia el 31 de julio de 1826 y todo ello entre un escándalo internacional en Europa por el despotismo que todavía pervivía en España.
La Inquisición fue definitivamente abolida el 15 de julio de 1834 por un real decreto firmado por la regente María Cristina de Borbón, durante la minoría de edad de Isabel II y a propuesta del presidente del Consejo de Ministros el liberal moderado Francisco Martínez de la Rosa (no existe ninguna prueba de que un organismo semejante a la Inquisición actuase durante la primera Guerra Carlista en las zonas dominadas por los carlistas, aunque una de las medidas de gobierno que preconizaban era la reimplantación de la Inquisición).

## Número de víctimas

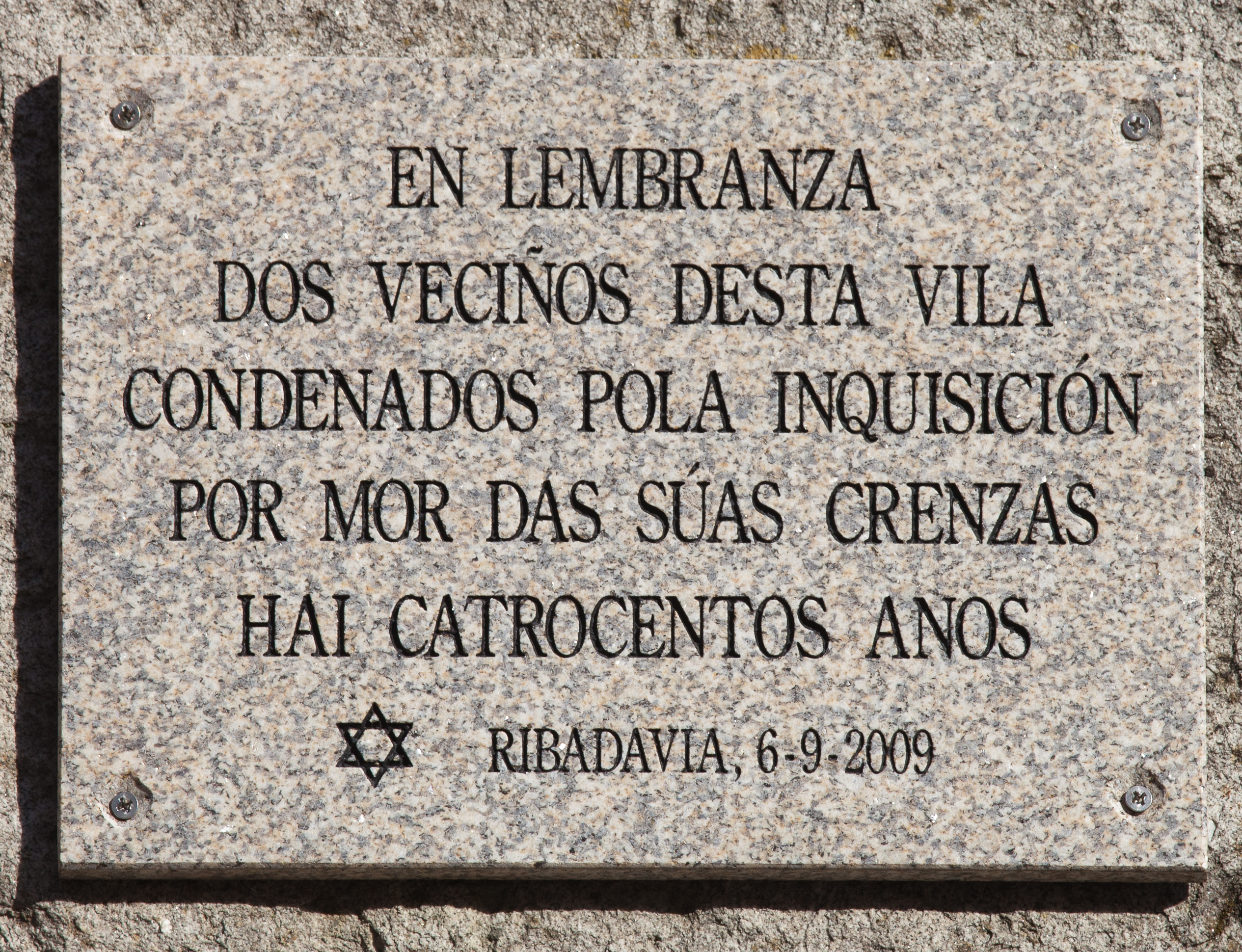
Placa en Ribadavia que conmemora el proceso realizado por la Inquisición hace cuatrocientos años contra vecinos de la villa por causa de sus creencias

El cronista Hernando del Pulgar, contemporáneo de los Reyes Católicos, calculó que hasta 1490 (solo una década después del comienzo de su actividad), la Inquisición habría quemado en la hoguera a 2000 personas, y reconciliado a otras 15 000.
Las primeras estimaciones cuantitativas del número de procesados y ejecutados por la Inquisición española las ofreció Juan Antonio Llorente, que fue secretario general de la Inquisición de 1789 a 1801 y publicó en 1822, en París, Historia crítica de la Inquisición. Según Llorente, a lo largo de su historia la Inquisición habría procesado a un total de 341 021 personas, de las cuales algo menos de un 10 % (31 912) habrían sido ejecutadas en persona y 17 659 en estatua.  Llegó a escribir: «Calcular el número de víctimas de la Inquisición es lo mismo que demostrar prácticamente una de las causas más poderosas y eficaces de la despoblación de España». El principal historiador moderno de la Inquisición, Henry Charles Lea, autor de History of the Inquisition of Spain, consideró que estas cifras, que no se basan en estadísticas rigurosas, eran muy exageradas.
Los historiadores modernos han emprendido el estudio de los fondos documentales de la Inquisición. En los archivos de la Suprema, actualmente en el Archivo Histórico Nacional, se conservan, en los informes que anualmente debían remitir todos los tribunales locales, las relaciones de todas las causas desde 1560 hasta 1700. Ese material proporciona información de 49 092 juicios, que han sido estudiados por Gustav Henningsen y Jaime Contreras. Según los cálculos de estos autores, un 1,9 % de los procesados fue quemado en la hoguera.
Los archivos de la Suprema apenas proporcionan información acerca de las causas anteriores a 1560. Para estudiarlas, es necesario recurrir a los fondos de los tribunales locales, pero la mayoría se han perdido. Se conservan los de Toledo, Cuenca y Valencia. Dedieu ha estudiado los de Toledo, donde fueron juzgadas unas 12 000 personas por delitos relacionados con la herejía. Ricardo García Cárcel ha analizado los del tribunal de Valencia. De las investigaciones de estos autores se deduce que los años 1480-1530 fueron el período de más intensa actividad de la Inquisición..
García Cárcel estima que el total de procesados por la Inquisición a lo largo de toda su historia fue de unos 150 000. Aplicando el porcentaje de ejecutados que aparece en las causas de 1560-1700 —cerca de un 2 %— podría pensarse que una cifra aproximada puede estar en torno a las 3000 víctimas mortales. Sin embargo, muy probablemente esta cifra deba corregirse al alza si se tienen en cuenta los datos suministrados por Dedieu y García Cárcel para los tribunales de Toledo y Valencia, respectivamente. Con base en los estudios de Henningsen y Contreras, García Cárcel, Wagner y otros, aunque usando una extrapolación algo menor (125 000 procesados), Pérez ha estimado en menos de 10 000 las sentencias a muerte seguidas de ejecución. Sin embargo, a causa de las lagunas en los fondos documentales, es imposible determinar la exactitud de esta cifra y es probable que nunca se sepa con seguridad el número exacto de los ejecutados por la Inquisición.
Stephen Haliczer, uno de los profesores universitarios que trabajaron en los archivos del Santo Oficio, dice que descubrió que los inquisidores usaban la tortura «con poca frecuencia» y generalmente durante menos de 15 minutos. De 7000 casos en Valencia, en menos del 2 % se usó la tortura y nadie la sufrió más de dos veces. Más aún, el Santo Oficio tenía un manual de procedimiento que prohibía muchas formas de tortura usadas en otros sitios de Europa. Los inquisidores eran en su mayoría hombres de leyes, escépticos en cuanto al valor de la tortura para descubrir la herejía.

## Leyenda negra de la Inquisición
A mediados del siglo XVI, coincidiendo con la persecución de los protestantes, empieza a aparecer en las plumas de varios intelectuales europeos protestantes una imagen de la Inquisición que exagera sus rasgos negativos con fines propagandísticos.: 103  Uno de los primeros en escribir acerca del tema es el inglés John Foxe (1516-1587), quien dedica un capítulo entero de su libro The Book of Martyrs a la Inquisición Española. Otra de las fuentes de la leyenda negra de la Inquisición fue Sanctae Inquisitionis Hispanicae artes aliquot detectae (Algunas artes de la Santa Inquisición española), publicado en Heidelberg en 1567, firmada bajo el seudónimo de Reginaldus Gonsalvius Montanus, que fue probablemente escrita por dos protestantes españoles exiliados, Casiodoro de Reina y Antonio del Corro. Este libro tuvo un gran éxito y fue traducido al inglés, francés, neerlandés, alemán y húngaro, contribuyendo a cimentar la imagen negativa que en Europa se tenía de la Inquisición. Neerlandeses e ingleses, rivales políticos de España, fomentaron también esta leyenda negra.: 104ss. : 74–80 
Otras fuentes de la leyenda negra de la Inquisición proceden de Italia. Los intentos de Fernando el Católico de exportar la Inquisición Española a Nápoles desencadenaron varias revueltas, y todavía en fechas tan tardías como 1547 y 1564 hubo levantamientos antiespañoles cuando se creyó que se iba a establecer la Inquisición. En Sicilia, donde sí llegó a establecerse, hubo también revueltas contra la actividad del Santo Oficio, en 1511 y 1516. Son numerosos los autores italianos que en el siglo XVI se refieren con horror a las prácticas inquisitoriales.

## La Inquisición española en las artes

### Pintura

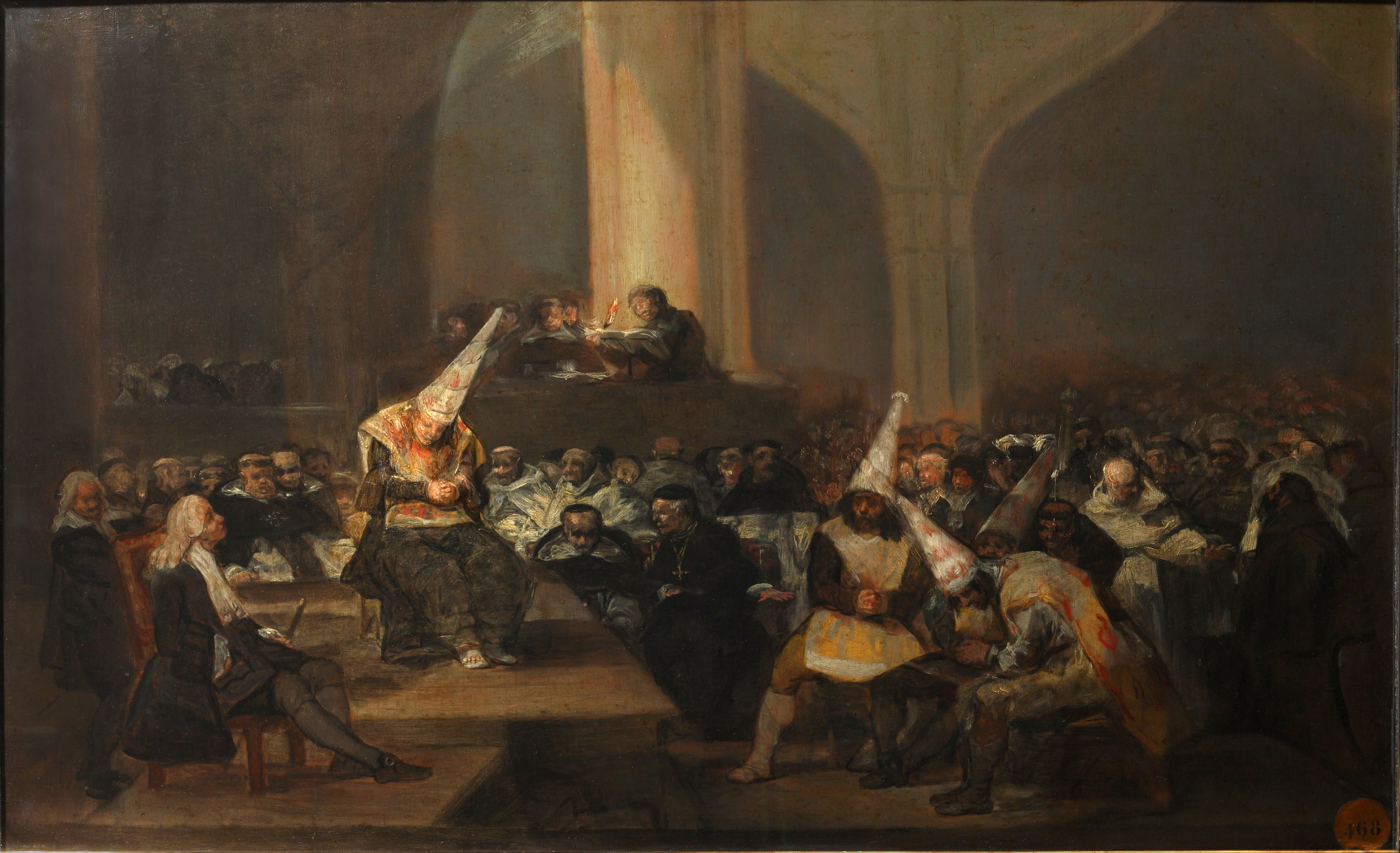
Auto de fe de la Inquisición, visto por Francisco de Goya.

Durante el siglo XVII, se realizaron varias representaciones de autos de fe, como el óleo de grandes proporciones pintado por Francisco Rizi, que representa el auto de fe celebrado en la Plaza Mayor de Madrid en 1680. Este tipo de cuadros subraya sobre todo la solemnidad y espectacularidad de los autos de fe.
La crítica a la Inquisición es una constante en la obra del pintor Francisco de Goya, especialmente en los Caprichos. En esta serie de grabados, realizados a finales del siglo XVIII, aparecen varios penitenciados por la Inquisición, y una leyenda al pie explica por qué fueron condenados. Las leyendas subrayan con mordacidad la nimiedad de los motivos y contrastan con los rostros de angustia y desesperación de los reos. Un extranjero que ha sido juzgado como hereje lleva la leyenda «Por haber nacido en otra parte». Estos grabados acarrearon al pintor problemas con el Santo Oficio, y, para evitar ser procesado, terminó regalando las planchas originales al rey Carlos IV.
Bastante después, entre 1815 y 1819, Goya pintó otros lienzos acerca de la Inquisición. Destaca sobre todo Auto de fe de la Inquisición (en la imagen).

### Literatura
- La literatura del siglo XVIII aborda el tema de la Inquisición desde un punto de vista crítico. En el Cándido, de Voltaire, aparece como epítome de la intolerancia y la arbitrariedad jurídica la Inquisición, en Portugal y en América.
- Durante el Romanticismo, la novela gótica, que se desarrolló sobre todo en países protestantes, asocia con frecuencia el catolicismo con el terror y la represión. Esta visión de la Inquisición española aparece, entre otras obras, en El monje (1796), de Matthew Lewis, en Melmoth el errabundo (1820) de Charles Robert Maturin y en Manuscrito encontrado en Zaragoza, del polaco Jan Potocki.
- Uno de los más conocidos relatos de Edgar Allan Poe, El pozo y el péndulo, fantasea en esta misma línea acerca de las torturas de la Inquisición. El procedimiento de tortura que aparece en la historia no tiene ninguna base histórica.
- En Francia, a comienzos del siglo XIX, se editó la novela epistolar Cornelia Bororquia, o la víctima de la Inquisición, atribuida al español Luis Gutiérrez, que critica ferozmente a la Inquisición y a sus representantes.
- La Inquisición aparece también en uno de los capítulos de la novela Los hermanos Karamázov de Fiódor Dostoievski, en que se plantea qué hubiese ocurrido si Jesús hubiera regresado a la Tierra en la época de la Inquisición española.
- La novela de Carme Riera publicada en 1994, Dins el darrer blau (En el último azul), se ambienta en la represión de los chuetas (judeoconversos de Mallorca) a finales del siglo XVII.
- En 1998, el escritor español Miguel Delibes publicó la novela histórica El hereje, acerca del grupo protestante de Valladolid y a su represión por la Inquisición.
- En el 2000, Noah Gordon publica El último judío, el viaje iniciático de un judío en la España de la Inquisición.

### Cine
- Los fantasmas de Goya, (Miloš Forman, 2006)
- Akelarre (Pedro Olea, 1984), trata del proceso de Logroño a las brujas navarras de Zugarramurdi.
- El relato El pozo y el péndulo, de Edgar Allan Poe, ha sido llevado al cine en varias ocasiones, de las cuales la más conocida es Pit and the Pendulum (Roger Corman,1961).
- Marlon Brando interpretó a Tomás de Torquemada en una breve aparición en la película 1492: La conquista del paraíso (1992).
- El Santo Oficio (Arturo Ripstein, 1974)